# 北海道の川一覧
北海道の川一覧（ほっかいどうのかわいちらん）は、北海道を流れる河川を掲載する項目である。細かな規定などは日本の川一覧を参照のこと。

## 石狩振興局
- 千代志別川
- 床丹川
- 幌川　二級河川
  - 小川
- 群別川　二級河川
  - 二又川
- 本沢川
- 浜益川　二級河川
  - 新田川
  - 吉岡沢川
  - 於札内川
  - 逆川
  - 兼平沢川
  - 黄金沢川
  - 滝の沢川
  - 盤の沢川
  - カバの沢川
  - 泥川
- 毘砂別川
- 送毛川
- 濃昼川　二級河川
  - 中の沢川
- 幌内川
- 厚田川　二級河川
  - 牧佐内川
  - 発足川
  - 下湯の沢川
  - 中湯の沢川
  - 上湯の沢川
  - 出戸股川
    - マンロク沢川
    - 三ケ月の沢川
    - 当別越沢川
    - 左股川
      - 右股川
- 古潭川
  - 右股川
- 嶺泊川
- 望来川　二級河川
  - 桂の沢川
  - 札子の沢川
  - 南部の沢川
  - バンの沢川
- 正利冠川　二級河川
- 旧知津狩川（知津狩川分流）　二級河川
- 石狩川　一級河川
  - 知津狩川
    - 堀頭川

  - 聚富川
  - 茨戸川（真勲別川）
    - 伏籠川
      - 発寒川（発寒古川・新川分流、茨戸川支流）
        - 東屯田川
        - 屯田川
        - 安春川
        - 西新川

      - 創成川（鴨々川・豊平川分流、伏籠川支流）
        - 茨戸耕北川

      - 茨戸拓北川
        - 旧伏籠川
          - 宇田川（旧琴似川分流、旧伏籠川支流）

      - 篠路拓北川
      - 旧琴似川
        - 丘珠川

      - 篠路新川
        - 中沼中央川

      - 赤坊川

    - 篠路川
    - 拓北川

  - 当別川
    - 材木川
      - 中央排水川

    - パンケチュウベシナイ川
    - トップ沢川
    - 長谷川沢川
    - 金の沢川
    - 四号の沢川
    - 一番川
    - 川瀬の沢川
    - 二番川
    - 桂沢川
    - 西野沢川
    - 土方の沢川
    - 濁川
    - 砂金川
    - 三番川
    - ラウネナイ川
    - 四番川
      - 前田ノ沢

    - 五番川
      - 金鉱川

  - 豊平川
    - 雁来新川
      - 雁来川
      - 苗穂川
      - 丘珠藤木川

    - 厚別川
      - 野津幌川
        - 小野津幌川
          - ポロベツ川

        - 厚別西川
          - 厚信川

        - 熊の沢川
        - 大曲川

      - 旧豊平川（豊平川分流、厚別川支流）
        - 北白石川

      - 山本川
      - 三里川
        - 二里川

      - 吉田川 (北海道)
      - 清田川
        - トンネ川
          - ポントンネ川
            - ハルキポントンネ川

      - 山部川
        - 真栄川
          - 西真栄川
            - 左真栄川

      - 雲井川
      - 中の沢
      - 千筋川
      - 清水の沢

    - 逆川（望月寒川分流、豊平川支流）
    - 月寒川
      - 望月寒川
      - 米里川
        - 旧月寒川

      - ラウネナイ川
        - ウラウチナイ川

    - 逆川（望月寒川分流、豊平川支流）
    - 精進川
    - 山鼻川
    - 真駒内川
      - 湯の沢川
      - 中の沢川
      - 鳥居沢川
      - 小滝の沢川
      - 金古沢川

    - 北の沢川
      - 中の沢川
        - 左中の沢川

      - 右北の沢川

    - 南の沢川
    - 穴の川
      - 小沢川
      - 石山川
      - 東石山川

    - オカバルシ川
    - 藤野沢川
    - 野々沢川
    - 東野々沢川
    - 簾舞川
      - 西御料川

    - 板割沢川
    - 盤の沢川
    - 百松沢川
    - 一の沢川
    - 白井川
      - 小樽内川
        - 春香沢川
        - 朝里峠沢川
        - 奥手稲の沢川
        - 逆川
        - 大漁沢川
        - 上平沢川
        - 迷沢川
        - 滑沢川
        - 天狗沢川
        - 滝ノ沢川
        - コピキ沢川

    - 薄別川
      - 小川

    - 漁入沢川
      - 空沼入沢川

  - 篠津川
    - ポン川
    - 沼川

  - 世田豊平川（厚別川分流、石狩川支流）
    - 屯田川
    - 麻別川

  - 千歳川
    - 早苗別川
      - 大沢川

    - 神田川
    - 登満別川
    - 志文別川
    - 裏の沢川
    - 輪厚川
      - 中の沢川

    - 島松川
      - 音江別川
      - 柏木川
        - ルルマップ川

      - 仁井別川
        - 三別川

    - 漁川
      - 茂漁川
      - パンケチャラセナイ川
      - モイチャン川
        - イチャンコッペ川

      - ラルマナイ川
        - 金山沢

      - バケノ沢

    - 嶮淵川
      - シーケヌフチ川
      - 幌加川

    - 長都川
      - ユカンボシ川
      - ポン長都川

    - 祝梅川
    - ママチ川
      - イケジリママチ川

    - 内別川
    - ユウナイ川
    - 紋別川
    - フレナイ川
    - モシルン美笛川
    - ソウオン美笛川

  - 夕張川
    - 幌向川

  - 旧石狩川（旧幌向川）
    - 豊幌川
- 新川 (北海道)　二級河川
  - 清川
  - 濁川 (札幌市)
    - 東濁川

  - 手稲山口川（山口排水川：星置川～濁川～新川）
  - 手稲土功川
    - 稲積川

  - アカシア川
  - 中の川 (札幌市)
    - 旧軽川（軽川分流・中の川支流）
    - 軽川
    - 旧中の川（中の川分支流）
    - 三樽別川
    - 富丘川
    - 西宮の沢川
    - 上富丘川
    - 追分川（中の川分流・旧中の川支流）
    - 宮の沢川
    - 上追分川
    - 西野川

  - 発寒古川（新川分流→発寒川）
  - 琴似川
    - 琴似発寒川
      - 左股川 (札幌市西区)
        - 盤渓川
        - 源八の沢川
        - 中の沢川
          - 砥石沢川

      - 永峰沢川
      - 宮城沢川

    - サクシュコトニ川
    - 桑園新川
    - 琴似八軒川
    - 界川
      - 円山川
- 星置川　二級河川
  - キライチ川
  - 滝の沢川

## 渡島総合振興局
- 静狩川
- オタモイ川
- ナイベコシナイ川
  - 川瀬川
- 長万部川　二級河川
  - 栄川
  - キュウシバッタリ川
  - 土津田川
  - 突田川
  - 石山川
  - 犬の巣川
  - 知来川
    - 二股川
      - ペタヌ川

    - 知谷川
- 紋別川 (渡島)　二級河川
  - フラノベツ川
    - 長生川

  - 秋田川
  - 営林沢川
  - ベタヌ川
- ワルイ川
- ポンワルイ川
- 国縫川　二級河川
  - パンケイ川
  - 茶屋川
    - 上国縫川
- 茂訓縫川
- 幌内川
  - ポンポロナイ川
- ルコツ川
  - ロクツ川
- シラリカ川
- 山崎川 (北海道)
  - 二股川
- 早瀬川
- プイタウシナイ川
- 遊楽部川　二級河川
  - 砂蘭部川
    - 五ノ沢
    - 小滝沢
    - 熊峰沢

  - 音名川
    - 賀呂川

  - 鉛川
    - エイリンサワ川
    - 銀山沢

  - ペンケルペシュペ川
    - 八熊川

  - 大関川
  - トワルベツ川
    - ポントワルベツ川
    - エカシナイ川
    - サックルベツ川

  - セイヨウベツ川
  - キソンペタヌ川
- ハシノスベツ川
- ポン奥津内川
- 奥津内川
- ブュウヒ川
- 酒屋川
- 境川
- 野田追川　二級河川
  - 釜別沢
  - 下二股川
    - 祭礼沢

  - キタキ沢
  - ガロウ沢
  - 梯子沢
  - 中二股川
- 落部川　二級河川
  - 釜別川
    - 上二股川
      - ヨウコシ沢
      - 霜月ノ沢
      - 崖沢
      - さくらんぼ沢

    - 逆川

  - 下二股川
    - 梯子沢
    - 小滝ノ沢
- 茂無部川
  - 深い沢川
  - 三岱川
- 本内川
- 三次郎川
- 石倉川
- 濁川 (森町)
  - 中の川
- 蛯谷川
- カド川
- 桂川 (北海道)
- 万太郎川
- 鳥崎川　二級河川
  - 左二股川
  - 中二股川
- 森川 (北海道)
- 茅部中の川　二級河川
- 尾白内川
- 押出沢川
- テントウ沢川
- 梨の木沢川
- 弥右衛門沢川
- 馬抛沢川
- イラ沢川
- 明神川
- 鍛冶屋川
- 中ノ川
- トドメキ川
- 尻無川
- 本別川
- 折戸川　二級河川
  - 折戸沢川
  - 雨鱒川
    - 大七沢川
    - 精進川
    - 折戸沢

  - 苅澗川
  - 宿野辺川
    - 赤井川
      - 板小屋沢川
      - 精進川

    - 横川
    - 右股沢
    - 左股沢

  - 軍川
- 鹿部川
  - 冷水川
- 常路川
- 中ノ川
- 黒羽尻川
- 磯谷川　二級河川
- 大舟川　二級河川
  - ガロー川
- 安浦精進川
- 川汲川
- 築上川
- 尾札部川
- 八木川
- 見日川
- 南茅部盤ノ沢川
- ポン木直川
- 木直川
- 白井川
- 木直大梶川
- 相泊川
- 滝ノ沢
- 矢尻川
- 八幡川
- 古武井川　二級河川
- 尻岸内川　二級河川
  - 唐川
  - 左小平次沢
  - 中小屋沢
  - 立石沢
  - 二股沢
  - 喜四郎沢
  - 笹子屋沢
- 日浦川
- 原木川　二級河川
- 左股沢川
- 熊別川　二級河川
- 戸井川　二級河川
  - 金堀沢川
- 蓬内川
- 運賀川
- 高屋敷川
- 白石川 (北海道)
  - 谷地町川
- 中村川
- 寺の川
- 石崎宮の川
  - 鶴野川
- 汐泊川　二級河川
  - 上豊原川
  - 女名沢川
  - ショウシン川
  - 温川
    - 唐川沢川
    - 野広沢川
    - 白滝沢川
    - 十勝沢川
    - 仙太郎沢川
    - 蛾眉野沢川
    - 小安沢川
    - 糸川
    - 盤の沢川

  - ヤベツ川
  - 大ノタキ川
  - 西股川
  - 笹小屋川
  - 上冷水川
- 志海苔川
- 松倉川　二級河川
  - 鮫川 (北海道)
    - 寺の沢川

  - 湯の川
    - 湯の沢川

  - 下女岳川
  - 上女岳川
  - 寅沢川
  - 天狗沢川
  - 白滝沢川
  - ミズノ沢川
- 亀田川　二級河川
  - 笹流川
  - 精進川
  - 雁皮川
  - 赤井川
- 小田島川　二級河川
- 常盤川　二級河川
  - 石川 (北海道)　二級河川
- 久根別川　二級河川
  - 蒜沢川
    - タタラ沢川

  - 大川
  - 湯出川
    - 武佐川
    - 中野川

  - 藤城川
  - 鳴川
- 大野川 (北海道)　二級河川
  - 旧久根別川
  - 文月川
  - 子熊の沢川
  - 上川汲沢川
  - 石川沢
  - 東二股沢
    - 下二股沢

  - 中二股沢
- 戸切地川　二級河川
  - 市の渡沢
  - 釜ノ仙峡沢川
  - ガロウの沢川
  - 台水ノ沢川
  - 雨鱒沢川
- 宗山川
  - オンコノ木沢川
- 流溪川　二級河川
  - 万太郎沢川
  - 細小股沢川
  - 滝沢川
- 茂辺地川　二級河川
  - 湯の沢川
    - ホロナイ沢川

  - 戸田川
  - 東股川
    - 檜沢川
    - 板小屋沢川

  - 西股川
    - 奥股川
    - 不二沢川
    - 上西股川
- 下町沢川
- 矢不来川
- 当別川 (渡島)
- 大当別川
  - 下二股沢川
- 大釜谷川
- 亀川
  - 鴉沢
  - 桂ノ沢
    - 山越沢
- 橋呉川
- 幸蓮川
- 蛇内川
- 大平川 (渡島)
- 佐女川　二級河川
- 木古内川　二級河川
  - 中野川
    - 湯の沢川
    - 東股川
      - 幸遠沢

    - 西股川
      - ガロノ沢
      - 中ノ沢
      - 上ノ沢
      - 大キイ沢

  - 瓜谷川
    - ヤコベ沢
    - 西股
    - 東股

  - ヨビタラシ川
    - 柾沢

  - 弥七川
  - トンガリ川
- 建有川
  - 小股の沢川
- 中の川 (木古内町)
  - サンナス川
- 森越川　二級河川
- 重内川　二級河川
  - 新重内川（重内川分流）
- 知内川　二級河川
  - 頃内川
  - 馬橋川
  - 中東菜川
  - 上東菜川
  - 尾刺川
  - 出石川
  - チリチリ川
  - ミナゴヤ川
    - 松辺沢

  - コモナイ川
  - 親井川
    - ツラツラ川
      - 小股沢
      - 母沢

  - 湯の川
    - 小湯の川

  - 縮辺川
  - 綱はい川
  - サカサ川
  - 住川
  - 出戸二股川
  - 中二股沢川
  - 奥二股沢川
- 山栗川
- 外記川
- フキリ川
- 股瀬川
- 中ノ沢川
- 上ノ沢川
- ツヅラ沢川
- 船隠の川
- タタミの川
- 岩部川
- 日の出川
- 鳥沢川
- 板橋川
- 釜谷川
- 福島川 (北海道)
  - 檜倉川
    - 小檜倉川
    - 小股沢川
    - 小股川

  - 館の沢川
  - ノソベ川
  - 茂山川
  - 峠下川
  - 兵舞川
- 白符川　二級河川
- 澗内川
- 宮歌川
- 吉岡川　二級河川
- 白神川
- スズキノ沢川
- 荒谷川
- ヒジノ下川
- 大沢川
  - 寺沢川
- 及部川　二級河川
  - 松倉沢川
  - 小股沢川
  - 周堂沢川
- 伝治沢川
- 大松前川　二級河川
- 小松前川
- 唐津内沢川
- 大尽内川
- 小尽内川
- 戸長川
- 妻内川
- 赤神川
- 茂草川　二級河川
- 棚石川
- 小鴨津川　二級河川
- 大鴨津川　二級河川
  - 五番の沢川
  - ネバの沢川
    - 小ネバの沢川

  - 二股川
- 大澗川
- 二越川
- 奥末川
- 原口川

- 相沼内川　二級河川
  - 吉兵衛沢川
  - 小川
    - モロミ沢
    - 中ノ沢

  - 股引川
  - ポンノボリ沢川
- 大澗川
- 冷水川
  - 堤の沢
  - 大滝沢
  - 中滝沢
  - 熊住沢
  - 中ノ沢
- 大沢川
- 人住内川
- 見市川　二級河川
  - 冷水沢川
  - 二股川
    - ツルカケ沢

  - 浄瑠璃川
  - 滝の沢川
    - 道路沢

  - イワナ沢
  - 熊追沢
    - スベリ沢

  - 白水沢川
- 平田内川
- 逆川
- 勢至堂川
- 鳴神川
- 関内川
  - 梯子沢川
  - 白泉沢

## 檜山振興局
- 須築川
  - 鹿内の沢
  - イワナの沢
  - 熊見沢
  - 熊追の沢
  - 狩場越の沢
- 藻岩川
- 横滝川
- 美谷川
- 切梶川
  - 左股の沢
  - 右股の沢
- 島歌川
  - 上島歌川
- 嗣内川
- 馬場川 (せたな町)　二級河川
  - 上六枚川
  - 観音沢
  - 岩ヒバの沢
- 最内川
- 後志利別川　一級河川
  - 真駒内川 (檜山)
    - 熊戻の沢
    - イワナの沢
    - 多曲の沢
    - 大沢
    - 初見沢
    - 奥の沢

  - 丸山川
  - 冷水川
  - トンケ川
  - ポン目名川
    - ポン左股沢
      - ポン中の沢

  - 利別目名川
    - 鉱山の沢
    - 冷水の沢
    - カスベ沢
    - 目名一の沢

  - パンケオイチャヌンペ川
  - オチャラッペ川
    - 馬場川
    - 濁川
    - 畑の沢川
    - 美右衛門沢川
      - イケノダイ川

    - 五間橋沢川

  - トマンケシナイ川
    - 新御影沢川

  - 田代川
  - チブタウシナイ川
  - メップ川
    - 左股川
      - 右股川

    - 金山川
    - 奥種の沢
    - メップ沢
    - 群界の沢

  - 下ハカイマップ川
  - ブイタウシナイ川
  - 上ハカイマップ川
    - 盤の沢川
    - 上赤ひげ川

  - サックルベツ川
  - ホンシブンナイ川
  - 上シブンナイ川
  - 黒岩川
  - 珍古辺川
  - チュウシベツ川
  - ピリカベツ川
    - ニセイベツ川
    - 左三ツ股沢川

  - 鉱山川
  - 茶屋川
  - ベタヌ川
  - 砂金沢川
- 太櫓川　二級河川
  - 小川
    - ガロー川

  - 濁川
  - 二俣川
    - 賀老川
    - 三本股川
    - 久遠沢
- 良瑠石川
- 砥歌川　二級河川
- 相泊川
- 上古丹川　二級河川
- 本陣川
- 湯ノ尻川
- 小川　二級河川
- 臼別川　二級河川
  - 太櫓越川
- 平田内川　二級河川
- 岩澗川
- 折戸川
- 貝取澗川
- 横澗川
- 荷菱内川
- 大岩川
- 花磯川
- 鮪歌三ツ谷川
- 琴平川
- 可笑内川
- 突符川　準用河川
  - 礼拝川
    - 女男川
    - 右股川
    - 左股川

  - 権平股ノ沢
  - 滝ノ股沢
- 小茂内川
- 姫川 (北海道)　二級河川
  - 小川
- 厚沢部川　二級河川
  - 鰔川
  - 目名川
  - 小黒部川
  - 安野呂川
    - 意養川
    - キライベツ沢川
    - ソロソロ沢川
    - 吉弥沢川
    - 清水川
      - 佐太郎沢
      - 岳の沢
      - 精進沢

    - 上濁川
      - 内戸の沢
      - 鳥居の沢
      - 桧木沢
        - 官軍の沢

      - 濁沢
      - 米代の沢
      - 藤田の沢

  - 鶉川
    - 目名川
    - 小鶉川
      - 庄兵衛沢川
      - 天作沢川

    - 社の山川
    - ガロウ沢川
    - 上ガロウ沢川
    - 田倉の沢
    - 中山の沢
    - 三角沢川
    - 岩盤の沢川
    - 峠の沢川
    - ガケの沢川
    - 一の沢川

  - 古佐内川
  - 館川
    - 三倉川

  - 幌内川
  - 滝の沢川
  - 竃の沢川
  - 沼の沢川
  - 泥川
  - 糠野川
    - トツガ沢川
    - 矢櫃沢川
      - 坪田ノ沢

    - 次郎沢川
    - 笹毛堂沢川
    - 頽雪沢川
    - 大糠野沢川
    - 木古内糠沢川

  - 須賀川
  - 焼木尻沢川
    - 助作の沢川

  - 泉沢川
    - 四隅沢川

  - 佐助沢川
  - 蒲ノ沢川
  - 湯ノ沢川
  - 濁川
    - 戸切地越沢川
- 田沢川 (北海道)　二級河川
  - 真狩川
- 泊川
- 豊部内川
  - サダサ川
  - 金堀ノ沢
- 五勝手川
- 古櫃川
- 椴川
- 天の川（天野川・膳棚川）　二級河川
  - 上ノ国目名川
    - 古川
    - オモキノ沢川

  - 苫符川
    - 滝ノ沢川
    - 沼の沢川

  - 大平川
  - 厚志内川
  - 宮越内川
    - 岳川
    - 上宮越川

  - 檜内沢川
  - 茂平内川
  - ツラツラ川
  - 上の沢川
    - 澄川
    - 上ノ沢右股川
      - 上ノ沢下右股川
      - 上ノ沢上右股川

    - 下上ノ沢川
    - 白水の沢川

  - 下の沢川
    - 小沢川

  - 中ノ沢川
    - 木挽ノ沢
    - 三味線沢川
    - 上中の沢川
    - 下中ノ沢川

  - 神明ノ沢川
    - 焼川
    - 下神明ノ沢川

  - うぐい川
    - 下うぐい川

  - 右股膳棚川
    - 下股膳棚川

  - 上膳棚川
  - 下膳棚川
- 寅ノ沢川
- 大安在川
  - 住川
    - 下住川

  - 赤滝沢川
- 小安在川
- 大沢川
- 中央川
- 長内川
- 石崎川 (北海道)　二級河川
  - イゲ沢川
  - 小砂子川
    - 中砂子川
    - 上砂子川

  - 松倉沢川
    - 目名川
    - 山神沢川

  - 左股川
    - 去沢川
      - 濁川
        - 下濁川
        - 上濁川
        - 濁沢川

  - ガマノ沢川
  - 五郎四郎沢川
  - 赤井川
    - 右赤井川

  - バンノ沢川
  - 矢淵川
  - 燈明岳川
- 矢立沢
- 初神沢
- 願掛沢

奥尻島
- 大岩生川
- ガロ川
- 宮津沢川
- 東風泊川
- 白水川　二級河川
- 球浦川　二級河川
- 仏沢一号川
- 塩釜川
- 釣懸川
- 祖父川
- 烏頭川　二級河川
- 赤石川　二級河川
- 恩顧歌川
- 小倉川
- 力沢川
- 兄力沢川
- 深歌川
- ラント川
- 赤川
- 青苗川　二級河川
  - ワサビヤチ川
  - 青苗左股川
- 藻内川
- ホヤ石川
- 神威脇川
- 幌内川

## 後志総合振興局
- 星置川　二級河川
  - ポンナイ川（山口排水：星置川分流）
  - キライチ川
    - 谷地川（旧星置川：キライチ川分流）
    - 団地沢川（谷地川支流）

  - 滝の沢川
- 銭函川
  - 銭函2号の沢川
  - 銭函峠川
- 礼文塚川
  - 銀嶺沢川
- 張碓川
- 柾里川
- 朝里川　二級河川
  - 毛無沢川　準用河川
  - 矢別川
  - ワラビダイ川
  - エゾ松沢川
  - 朝里温泉スキー場沢川
- 熊碓川　準用河川
- 勝納川　二級河川
  - 潮見台川
  - 真栄川　準用河川
  - 恩根内川
  - 工藤の沢川
  - 天神沢川
- 於古発川　準用河川
  - 妙見川
- 祝津川
  - 南祝津川
- 赤岩沢川
  - 手宮川
- 稲穂沢川
- 塩谷川 (北海道)　二級河川
  - 伍助沢川
- 桃内川
- 蘭島川　二級河川
  - 餅屋沢川
  - 種吉沢川
- 畚部川　二級河川
  - 東の沢川
  - 栄滝の沢川
- 登川 (北海道)　二級河川
  - 小登川
    - 小登沢川
- 余市川　二級河川
  - 余市中の川
  - 後志種川
    - 冷水川
    - フレトイ川

  - 砥の川
  - 大黒川
    - 然別川
      - ポン然別川
      - 大熊川
      - 二股沢

  - 宮の川
    - 寺の川

  - ドロ川
    - マクヌナイ川

  - 古別川
  - ピッパ川
  - 稲穂川
    - ルベシベ川

  - 馬群別川
  - イザリベツ川
  - マカナイ川
  - タッコ川
  - 鳥居川
  - 下尾根内川
  - 中尾根内川
  - 上尾根内川
  - 土木川
  - 曲川
  - 赤井川 (赤井川村)
    - 富田川
    - 池田川
      - 上中の川

    - 板小屋川

  - 白井川
    - 中の沢川
    - 轟滝の沢川
    - 轟ガロウ沢川
    - 青井川
    - 母沢
      - 昭越の沢川

    - 轟中の川
    - 右の沢川

  - ポン賀老の沢川
  - 賀老の沢川
  - 湯の沢川
  - 小樽川
    - 北上沢川
    - 青獅子川
    - 青木沢川
    - 長谷沢川
    - 山一沢川
    - 豆腐屋沢川

  - 落合滝の沢川
  - アメマス沢川
  - 朝里沢川
  - 右股の沢川
- ヌッチ川　二級河川
  - 豊丘中の川
  - 余市滝の沢川
  - 下二股沢
  - 上二股沢
- 梅川　二級河川
- 出足平川
- 能登屋沢川
- 湯内川　二級河川
  - オンコノ沢川
  - 湯の沢川
  - 入舟川
- 沖村川　二級河川
- 歌棄川
- 古平川　二級河川
  - 古平冷水川
  - 桂ノ沢
  - ガロノ沢
  - 葭野地沢
  - 種田ノ沢
  - 大名ノ沢
  - 滝ノ沢
  - ピリカナイ沢
- 美国川　二級河川
  - 焼野川
  - 別内川
  - 滝の沢川
  - 我呂ノ沢
- 入舸川
- 日司川
- 積丹川　二級河川
  - ウエンド川
  - 大滝川
  - クエンドスベツ川
- 幌内府川
- 余別川
- 尾根内川
- オブカルイシ川
- ノット川
- 珊内川
  - カジ山沢川
  - 滝の沢川
- ニノ目川
- 大森川
- 古宇川　二級河川
  - トーマル川
    - 大川

  - 小川
    - 滝の沢川
- 茂岩川
- 盃川　二級河川
- モヘル川
  - 前の小川
  - 盤の小沢川
- 玉川　二級河川
  - 小沢川
- 茶津川
- 堀株川　二級河川
  - 発足川
  - ヤチナイ川
  - リヤムナイ川
  - ソコナイ川
  - 中の川
  - ポン神恵川
  - 泥川
  - 辰五郎川
  - 三田川
  - 第二中ビラ川
  - ヤエニシベ川
- 野束川　二級河川
  - ポツイワナイ川
    - 運上屋川

  - メトチ川
  - 権太川
- ニチナイ川
- 幌内川
- 尻別川　一級河川
  - 森別川
  - 志根津川
  - オサンナイ川
  - パンケ目国内川
  - ペンケ目国内川
  - 目名川 (蘭越町)
    - ツバメノ沢川
    - 下賀老川
    - 上賀老川

  - 逆川
  - 茅部川
  - 小南部川
  - 南部川
  - 馬場川
  - 昆布川
    - 幌別川

  - ニセコアンベツ川
  - 名無川
  - ルベシベ川
  - 真狩川
  - 知来部川
  - アカハラ川
  - 硫黄川
  - ソースケ川
  - 倶登山川
  - ポンクトサン川
  - 砂利川
  - ヌップリ寒別川
  - ガル川
  - ペーペナイ川
  - 美比内川
  - 紅葉川
  - 中岳川
  - ワッカタサップ川
  - トド川
  - 白井川
  - オロッコ川
  - カシプニ川
  - 喜茂別川
  - 登延頃川
  - オロウエンシリベツ川
  - ソーケシオマベツ川
- 朱太川　二級河川
  - 三ツ滝川
  - 湯の沢川
  - 白炭川
  - 五十嵐川
  - 小山内川
  - 中の川
  - 添別川
  - 熱郛川
  - 黒松内川
    - 賀老川
    - 中の沢川
    - 万の助沢
    - 冷水沢
    - ガロー越沢

  - 幌内川
  - 後志来馬川
- 大畑の川
- 山十の沢川
- 歌島川　二級河川
- 折川　二級河川
  - 小川
  - 二股川
- 大平川 (後志)　二級河川
  - ヒヤミズ沢川
- 床丹川　二級河川
- ホンベツ川　二級河川
- 泊川 (北海道)　二級河川
  - カモイ川
  - 金山川
  - ガロ沢川
  - マス川
    - 滝口の沢
    - コイクチノ沢

  - 小金井沢川
  - ヒヤミズ沢
  - 鉱山川
  - マタナキ沢
- 千走川　二級河川
  - 九助川
  - 賀老川
  - 湯の沢川
  - 二股沢川
  - 中ノ沢
  - クマノ沢
  - カサノ沢
- 新甫川　二級河川
- フモンナイ川
- 小田西川

- 貫気別川

## 空知総合振興局
- 石狩川
  - 千歳川
    - 旧夕張川（夕張川分流、千歳川支流）
      - 長追川
      - （馬追運河）
        - 山根川
        - 富志戸川
        - 長沼炭山川

    - 南六号川
      - 新長追川

    - 南九号川
      - ウレロッチ川

    - 嶮淵川

  - 夕張川
    - 幌向川
      - 清真布川
        - 桃川
          - 沼川

        - 加茂川
        - 最上川
          - 鈴木の沢川

        - 由良川

      - 利根別川
        - 旧幾春別川（幾春別川分流・利根別川支流）
        - 南利根別川
        - 東利根別川
          - 東川

        - ポントネ川
        - 高木川

      - 志文川
      - 大沢川
      - 茂世丑川
        - 千代谷川
        - 坂東川
          - 上幌川

        - 二の沢川
          - 上幌一の沢川

        - 茂世丑三の沢川

      - 苗川
      - 湯の沢川
      - 朝日川
      - 美流渡一の沢川
        - 美流渡二の沢川

      - 石油の沢川
      - 奈良川
      - マップ川
        - 毛陽川

      - シコロ沢川
      - 界川
      - ポンネベツ川
      - ポンポロムイ川

    - 葉散別川
    - 雨煙別川
      - ポンウエンベツ川
        - 時登川
        - 杵臼川
        - 王子川

      - 昭和川
      - 長谷川の沢川
      - 中の沢川

    - ヤリキレナイ川
    - 由仁川
      - ベリベツ川
      - 古山川
      - 馬来内川

    - 阿野呂川
      - ポンアノロ川
      - 富野川
        - シリツルオマップ川
        - 一線の沢川
        - 大蛇の沢川

      - エキモアンルル川

    - 多良津川
    - 築別川
      - 東山川

    - イタイベツ川
    - クオーベツ川
    - 草木舞沢川
    - 於兎牛沢川
    - チョボツナイ川
    - ホルカクルキ川
      - ポンクルキ川
        - 柳ノ沢

      - シークルキ川
      - 峠川
      - 滝沢川

    - マヤチ川
    - ペンケマヤ川
      - 南の沢川

    - 熊の沢川
    - 志幌加別川
      - 清水沢川
      - ポンポロカベツ川

    - 遠幌加別川
    - パンケモユウパロ川
      - ホロカユウパロ川
      - シマフルベツ川

    - ペンケモユウバロ川
      - カネオペツ川
      - 白金川

    - 磯次郎沢
    - パンケホロカユウパロ川
    - 大巻沢
    - 上巻沢
    - ペンケホロカユウパロ川
    - 真越砂沢川
    - 日陰ノ沢
    - 天狗沢川
    - 日向沢川
    - シュウパロ川

  - 旧幌向川（幌向川分流・石狩川支流）
    - ダルミ川

  - 幾春別川
    - 市来知川
      - 岡本の沢川
      - 志文三の沢川
        - 野々沢川

    - 前田の沢川
    - 三笠幌内川
      - 七十号の沢川
      - 奔幌内川
      - 本沢川

    - 抜羽の沢川
    - 藤松沢川
    - カリカンの沢川
    - 弥生盤の沢川
    - 多寒別沢川
    - 奔別川
      - 五の沢川

    - 湯の沢川
    - 上一の沢川
    - 桂沢盤の沢川
    - 菊面沢
    - 熊追沢川
      - 芦谷地沢

    - 稲荷沢
    - 左股沢
    - 小屋の沢
    - 奥左股沢
      - 夕張越沢

    - ホロモイ沢

  - 旧美唄川（美唄川分流・石狩川支流）
    - 片倉川
    - 旧石狩古川
      - 新赤川

    - 大願川
    - 第一幹川
      - 二号川
      - 川内川

    - 第二幹川
      - ビバイイクシュンベツ川
        - 中の沢川

      - ゴクドウ川

  - 須部都川
    - 農場川
      - 北農場川

    - 赤川
      - 支赤川

    - 炭窯沢川
    - ポン須部都川
    - 左沢
    - 右沢

  - モロワ川
  - 中小屋川
  - 美唄川
    - 産化美唄川
      - 石谷川
      - ホロウツナイ川
      - 奔美唄川
      - 新川
      - 十一号川

    - 南一の沢川
    - 落合川
      - 南落合川

    - 盤の沢川
    - 美唄滝の沢川
    - 我路の沢川
    - 東美唄川
    - 北一の沢川
    - 北四の沢川
    - 下股沢
    - 前沢
    - 西田ノ沢

  - 札比内川
    - トレシップタウシナイ川
      - 支札比内川

  - 晩生内川
  - 札的内川
    - 板東川
    - 支札的内川

  - 奈井江川
    - 茶志内川
      - 十四号川

  - 浦臼内川
  - 黄臼内川
    - 滝田川
      - 庄野川

    - 支黄臼内川

  - 豊沼奈江川
    - 二股沢川
      - 熊見沢川

    - 奈江沢川

  - 於札内川
  - 旧奈江豊平川（奈江豊平川分流・石狩川支流）
  - 樺戸境川
  - 樺戸川
    - 六号線川

  - 高田五号線川
  - 奈江豊平川
    - 宮城の沢
    - 鍋の沢

  - パンケ歌志内川
    - 西山沢川

  - ペンケスナ川（ペンケ歌志内川分流・石狩川支流）
  - ペンケ歌志内川
    - 北光一の沢川
    - 桜沢川
    - 歌志内中の沢川
    - 上歌川

  - 墓地谷川
  - 空知川
    - 石山川
    - ナエ川
      - 右ナエ川
      - 中ナエ川

    - 滝の川
      - 富士の川

    - 幌倉川
    - ハクシュオモナイ川
    - 吉野川
    - 赤間沢川
    - ペンケキプシュナイ川
      - 右ペンケキプシュナイ川

    - 桂川
    - ゴリョウ川
    - パンケ幌内川 (芦別市)
      - 吉田の沢川
        - 小林の沢川

      - 大山の沢川
      - 二股川
        - 市森の沢川
        - 林の沢川
        - 黄金幌内川

      - 片山の沢川
      - 三又川
        - 豊岡二線沢川

      - 中の沢川
      - 遠藤の沢川
        - 南二線川

      - 泥川
        - 新城川
        - 新城六線川
        - 七線沢

      - 田中の沢
      - 岩魚川

    - 高根川
      - 水道の沢
        - 山越沢

    - 増田の川
    - 滝沢の沢川
    - 辺渓川
      - 中の沢川
        - 盤の沢川
          - 一の沢川

        - 右の沢川

      - 下り沢川

    - 芦別川
      - 焼山川
      - 炭山川
        - 長沢川
        - 遠見の沢
        - 長七沢

      - 六線沢川
      - 番の沢川
        - 正一の沢
        - 好調沢

      - 那須の沢
      - 空津沢
      - パンケリヤウシ川
      - 八月沢川
        - 左八号沢
        - 奥左股沢

      - ペンケリヤウシ川
      - ニシジマノ沢川
      - 月見沢川
        - 滝ノ沢
        - 右股
          - 獅子ノ沢
          - 青木ノ沢

        - 左股

      - サキペンベツ川
        - 多聞川
        - 小滝ノ沢川
        - 近藤沢川
          - 不徳沢

        - 白面沢

      - マムシ沢川
      - ヒカゲノ沢川
      - 幌子芦別川
        - 下幌子沢
        - 中幌子沢
        - 小幌子沢
        - 滝沢
        - 奔別沢
        - 奥幌子沢
        - 崖沢
        - 頽沢
          - 笹沢

      - 惣顔真布川
        - 右惣沢川
        - 相生沢
        - 洗礼沢

      - キムン芦別川
      - 惣芦別川
      - 鈴沢

    - 日暮沢川
    - 御料沢川
    - 金剛沢川
    - 野花南川
      - ホンノカナン川

    - オチヌンペ川
      - アイヌ沢川

    - 矢野沢川
    - ソーキプオマナイ川
    - ポンルベシベ川
    - パンケテシマナイ川
    - 墓地川
    - 奈江川
    - 尻岸馬内川
      - 下ノ沢川

  - 弥生川
  - 徳富川
    - 総富地川
      - 杉原谷川
      - 炭山川
      - 砂金沢川

    - 原野沢川
    - 学園六号川
    - 学園沢川
    - チャシパロマナイ川
    - 高石沢川
    - ヌタップ川
    - ワッカウエンベツ川
      - 渋谷沢川

    - ルークシュベツ川
    - 幌加徳富川
      - 奥幌加沢川

    - 赤羽沢川
    - ケンノ沢川

  - 銀川
  - 志寸川
    - 十番沢川
    - 十六番沢川

  - ラウネ川
  - 熊穴川
  - 尾白利加川
    - 福井谷川
    - 曲りの沢川
    - 幌加尾白利加川
      - 七番沢川
      - 十五番沢川

    - 川上沢川
    - 大沢川
    - ペンケペタン川

  - 雨竜川
    - 芽生川
    - 大鳳川
      - 赤川幹線川
      - 境川
        - 秩父別桜川

      - 堺川
        - 達府川

      - 柳川
        - 中の沢川

    - 面白内川
    - 恵岱別川
      - 小豆川
        - 更新川

      - 御料川
      - 桂之沢川
        - 伊藤の沢川

      - 鴨居沢川
      - シュリ川
      - 石油沢川

    - 幌美里川
    - 美葉牛川
      - 一の沢川
        - 二の沢川

      - 三の沢川
      - 四の沢川
      - 五の沢川
      - 清水の沢川
      - 上田川
      - 沼の沢川

    - 幌新太刀別川
      - 高島川
      - 梅の沢川
      - 桜の沢川
      - 真布川
        - 藤の沢川
        - アイヌ沢川

      - 恵比寿川
      - 支川沢川
      - 本陣沢川
      - 右大股川
      - 佐々木沢川

    - 秩父別川
    - 沼田奔川
      - 石田川
      - ポンポンニタシベツ川
        - 大枝沢川

      - 白木沢川

    - 多度志川
      - 若林川
      - ポン沢川
      - 左の沢川
      - 上湯内の沢川

    - クッカリシナイ川
    - 東ウッカ沢川
    - 幌内川
      - 出口の沢川
      - ヤマベの沢川

    - エイチャン川
    - 大ヌップ川
    - ペンケ川
    - 王子の沢川
    - 御料沢川
    - ニセイノシュケオマップ川
      - 坊主の沢川

    - ニセイパロマップ川

  - 江部乙川
  - 須麻馬内川
    - 稲田川

  - オキリカップ川
    - オキリカップ支流川

  - 音江川
    - 待合川
    - 新橋川
    - イチヤン川

  - 入志別川
    - コップ川
    - オンコの沢川

  - オサナンケップ川
    - 吉野川
      - トクポク川

  - 新音江川（音江川分流・石狩川支流）
  - 納内幌内川
  - 内大部川
    - 高津川
    - ワッカウエンベツ川
      - 吉住川
      - 神社の沢川
      - 下吉住沢川
      - 上吉住沢川

    - 八木の沢川
    - ヌプリコマ内大部川
      - ヌプリコマ菊丘川

    - 菊丘川

  - 中野川

## 上川総合振興局
- 天塩川　一級河川
  - コクネップ川
  - 宇戸内川
    - 三の沢川
      - 中沢

  - カツギ川
  - 田村川
  - クンネシリ川
  - 秋田川
  - パンケナイ川
    - 山道川
    - 林道沢川

  - 橋本川
  - ペンケナイ川
    - 菅の沢川

  - 石田川
  - 銅蘭川
  - 御囲川
  - トヨマナイ川
  - 琴平川
  - 地泰川
  - ニオ川
    - 古市沢川
    - 右の沢川
    - 左の沢川

  - サッコタン川
  - 安平志内川
    - ペンケシップ川
    - ルベシベ川
    - 天幕川
    - オソウシュナイ川
    - シマロップ川
    - 志文内川
      - 清水沢川
      - パン共和川

    - ワッカウエンベツ川
      - 堺川
      - ハンノキ沢川
      - 大股川
      - 天見沢川
      - 天上沢川

    - 胡桃沢川
    - イナマユ川
    - クチャコロ川
      - パナクチャ川
      - 大川沢川

    - レイケ川
    - 天見川
    - 濁川
    - 熊の沢川
    - 岩魚沢川
    - 茶古志内川
      - 三股川

    - パン布袋川
    - ペン布袋川
    - 冷水沢川
    - ペン中川沢川
    - パン中川沢川

  - 知良志内川
  - ペンチクンナイ川
  - 頓別坊川
  - 鬼刺辺川
  - 物満内川
    - 砂金ノ沢川

  - 音威子府川
    - 天北川

  - パンケサックル川
    - ホロカパンケサックル川

  - ペンケサックル川
  - 冷泉川
  - ペペケナイ川
    - クトンベツ沢川
    - 函の沢川

  - 豊清水沢川
  - 宗原沢川
  - シマロップ川
  - オグルマナイ川
    - オンネ沢川
    - 二木沢川
    - 小車沢川

  - ペンオグルマナイ川
  - オテレコッペ川
    - 大手沢川
    - 報徳沢川
    - ホテイ沢川
    - 美深沢川

  - 美深パンケ川
    - 左の沢川
      - パンモンポ沢川

    - 右の沢川
    - 西里沢川

  - 西里二線川
  - ウルベシ川
    - 川西三号川
    - 六号沢川
    - 右一の沢川
    - 左の沢川
    - ソウシュベツ川
      - 上玉川沢川
      - 玉川沢川

    - 泉沢川
    - クトンベツ沢川
    - 右二の沢川
    - 寺沢川

  - 雄木禽川
    - 十二線川
    - 左の沢川
    - 右の沢川
    - 左の沢川

  - 美深川
  - 川西七線川
  - 川西六線川
  - 美深五線川
  - 川西四線川
  - 高砂川
  - イオナイ川
    - 十八線川

  - ペンケニウプ川
    - ペンケ十号川
    - 七線沢川
      - 右の沢川
      - オロ沢川

    - 左の沢川
    - 十二線の沢川
    - 高広川
    - 沼岳沢川
    - 二十五線川
    - 深沢川
    - 二十九線川
    - 三十一線川

  - 親和川
  - 福徳川
  - 智恵文川
    - 西村川
    - 大和川
    - 共和川
    - 智南川
      - 紅葉川
      - 智恵文北川

  - 八線川
  - 六線川
  - 東雲川
  - 吉野川 (名寄市)
    - 九度山川
    - ピヤシリ沢川

  - チャトモナイ川
  - ピヤシリ川
  - 名寄川
    - 豊栄川
    - 十線川
    - ラカン川
    - 拓文川
    - 日彰川
    - 平和川
    - 新生川
    - 拓進川
    - 朝日川
    - 松ノ川
    - 九線川
    - 十四線沢川
    - 矢文川
      - 右股沢川

    - 下川バンケ川
      - 桑の沢川
      - 落合の沢川
      - 中の沢川
        - 緑円の沢川

    - サンル川
      - 一の沢川
      - 七線の沢川
      - サンル十二線川
        - 鉱山沢川

      - 五号沢川
      - 六号沢川
      - 七号沢川
      - 幌内越沢川
        - ポンポロナイ越沢川

    - 下川ペンケ川
    - ユニナイ沢川
    - 三十二線川
    - ウシネビラ川
    - ポンモサンル川
    - モサンル川
      - 玉川の沢川

    - シカリベツ川
      - 軌道の沢川
      - シカリベツ奥沢川

    - アトウシナイ沢
    - イサッテウシュナイ沢
    - オシュンクシュナイ沢
    - エペウシュペ沢
    - ポロナイポロ川
    - コルシナイ沢川
      - 右の沢川

    - ガンケの沢川
    - ウヤムナイ沢川
    - エクヤシン沢川
      - 下の沢川
      - 上の沢川
      - 由紀の沢

    - エクヤシン左下の沢川
    - ポンポロカナヨロ沢川
    - ヤムワッカナ沢川
      - 幌加名寄沢川
      - 喜一沢

  - 有利里川
    - 内淵川
    - 瑞穂川

  - 曙川
  - 風連別川 (上川)
    - タヨロマ川
      - クラヌマ川
      - 真狩川
      - 熊の沢川
      - 新タヨロマ川（タヨロマ川分流・天塩川支流）
        - オーツナイ川

    - 忠烈布川
      - えん堤下の川
      - えん堤上の川

    - 犬沼川
    - 丸三川
    - 長根川
    - 東生川
      - サクラノ沢川
      - 風連別左股沢

    - 一の沢川
    - 二の沢川
    - 風連別右股沢

  - 初茶志内川
    - 弥生川
    - センロ沢川
    - ポン初茶志内川

  - クマウシュナイ川
  - トーフトナイ川
  - ポントーフトナイ川
  - 日向川
  - 剣淵川
    - チューブス川
    - 犬牛別川
      - イパノマップ川
      - ポンイパノマップ川
      - ニセパロマナイ川
      - 温根別川
        - 北十三線川
        - オロウエンベツ川
        - 十七線沢川

      - シュルクタウシベツ川
        - 小沢川
        - 仲線川
        - アベノ沢川

      - 九線川
      - 摺鉢川
      - マムシノ沢川
        - 第二マムシ沢川

      - 五線川
      - 上九線川

    - 音無川
    - 彌栄川
    - 刈分川
    - パンケペオッペ川
      - ペンケペオッペ川
      - 小沢川
        - 三線川

      - クオウベツ川

    - 六線川
      - ワッサム川
      - 亀ノ沢

    - 辺乙部川
      - シブンナイ川
      - タツネウシペオッペ川
      - 五線川
      - 十一線川
      - 西和川
      - 十五線川
      - 福原川
      - 迂回川
      - タンベツ川

    - ワッカウエンナイ川
    - マタルクシュケネブチ川

  - ワッカウエンナイ川
  - 川西五線川
  - 中士別十線川
  - 金川 (北海道)
    - 南沢川
    - パンケヌカナンプ川
      - 銀川

  - 三郷川
  - 西内大部川
  - 東内大部川
  - 士別パンケ川
  - ヌプリシロマナイ川
  - ベンケヌカナンプ川
    - 湯沢川
    - 砂金沢川
    - 右の沢川
      - 二股川
      - 三栄川
      - 左の沢川
        - 鱒の沢川

      - 中の沢川

  - 五線川
  - 朝日六線川
  - ケナシ川
  - ホウダイ川
  - 登和里川
  - 久尾内沢
  - 岩尾内川
    - 右の沢川
    - 左の沢

  - サックル川
    - タドシュナイ川
    - 藻瀬狩川
      - 中の沢

  - 仁峡川
    - 北見沢川
      - 熊の沢川

    - 馬背川
      - 鹿ノ背川

  - 於鬼頭川
    - 若鷲川
    - 山女川

  - ポンオケト川
    - イワナ沢川

  - ポンテシオ川
    - 金山の沢

  - 清流沢
  - 岩鉄川
  - もどらずの沢
  - 左股沢
    - 右股沢
- 石狩川　一級河川
  - 空知川
    - 奈江川
    - 富良野川
      - シブケウシ川
      - ベベルイ川
        - ヌッカクシ富良野川
          - デボツナイ川
          - ホロベツナイ川
          - 旭野川
            - 山加川

          - 三峰山沢

        - カラ川

      - コルコニウシベツ川
      - 江幌完別川
        - エバナマエホロカンベツ川
        - 二十七号川
        - トラシエホロカンベツ川
          - 開拓川

        - 北三十号川
        - 旭川
        - 金子川

      - 鰍沢川
      - ピリカ富良野川
        - 渡辺沢
        - 小泉沢
        - 柳の沢川
        - 清富開拓の沢川
        - 清水沢

    - 布礼別川
    - 布部川
      - 下の沢川
      - 白鳥川
      - ポン布部川
        - 中白鳥川
        - 本沢

      - 五ノ沢

    - 八線川
    - 十線川
    - 滝の沢川
    - 十四線川
    - 十五線川
    - 勇振川
      - 十八線川

    - 紅葉川
    - 山部川
      - 二十五線川
      - 峰泊沢

    - オンコ沢川
    - 山東沢
    - 西達布川
      - 砂金沢川
      - 老節布川
        - 曲沢
        - 平沢

      - 川松沢川
      - 岩魚沢川
      - 奥の沢川
      - 幌内沢川

    - トナシベツ川
      - 二の沢川
      - ポントナシベツ川
        - 結梗川
        - 滝の沢川

      - ラウネベツ川
      - エバナオマントシュベツ川
      - 六の沢川

    - コガネ沢川
    - パンケアラヤ川
      - 石炭沢
      - 幌加沢川
      - 宇佐見沢
      - 二股川

    - 富士川
    - ペンケアラヤ川
    - フジノ沢川
    - 水呑沢川
    - 中の沢川
    - 石灰川
    - ユクトラシュベツ川
      - 松井川
      - 内藤の沢川

    - 幾寅川
      - 熊の沢川
        - 一の沢川

    - 越中団体の沢川
    - 上越中の沢川
    - ルーオマンソラプチ川
      - 内の沢川
      - シケレベナイ沢川
      - 長の沢川
      - 金の沢川
        - 落合岳の沢川

      - トマム川

    - ペイユルシエペ川
    - パンケヤーラ川
      - 二の沢川

    - エホロアカンベツ川
    - ニゴリ沢川
    - ホロカソラプチ川
    - 一の沢川

  - 内大部川
    - オロエン川
    - オロチョン川

  - 神居第六線川
  - 神居第五線川
  - 江丹別第八線川
  - 神居第四線川
  - 神居第三線川
  - 神居第二線川
  - 鱒取川
  - 神居第一線川
  - 伊野川
    - 伊野川支流川

  - 木津の沢川
  - 江丹別川
    - 江丹別第六線川
    - 江丹別第五線川
    - ナイエ川
    - ローベツ川
    - 西里川
      - ポンベツ川

    - 拓北川

  - 神居川
  - オサラッペ川
    - 南三号川
    - 五号川
    - 六号川
      - 真清水川

    - 七号川
    - ヨンカシュッペ川
      - ハイシュベツ川
        - キムクシュハイシュベツ川

    - 珠万川
      - 大成川

    - イブンベウシ川
      - 菊水川
        - 北里川

    - 千歳川
    - 昇竜川

  - ウッペツ川
    - オホーツナイ川

  - 忠別川
    - 美瑛川
      - 雨紛一号川
      - 雨紛川
        - ポン雨紛川
        - 石灰川
        - 鉱石沢

      - 新開十五号川
      - 辺別川
        - 宇莫別川
          - 沼崎川
          - クマノ沢川
          - 左の沢川
          - 右の沢川
          - 丸山川

        - 堀の沢川
          - ポン堀の沢川

        - 徳真布川
        - 十八線川
        - 左股沢川
          - 枯柴沢川
          - 雨月沢川

        - 中尾沢

      - 旭川
      - オイチャヌンペ川
        - オイチャン第一支流
        - オイチャン第二支流
        - 二子沢川
        - 大曲沢川
        - 丸子沢

      - 北瑛川
      - 夕張川
      - 美田川
      - 島牛川
      - 瑠辺蘂川
        - オマン川
        - 二股川
          - カジ行の沢川
          - 青葉川

        - 北沢川

      - ルベシベ三線川
      - 美瑛美馬牛川
        - 美馬牛大成川
        - 能見川

      - 置杵牛川
        - ニタチパウマナイ川
        - 協成川
        - 水の沢川
        - クマノ沢川
        - 砲台の沢川
        - かじかの沢川

      - 憩川
      - 水沢川
      - 美瑛紅葉川
        - 九線川
        - 共生川

      - 藤野川
      - 日の出川
      - 川向川
      - オヤウンナイ川
        - 不動滝川

      - 硫黄沢川
      - アバレ川
        - ポンピ沢

      - 涸沢川
      - 水無川
        - ポン水無川

      - 孤客沢川
      - 玉垣沢川

    - 東光川
    - アイヌ川
    - ポン川
      - 八千代川
        - 稲荷川

    - 志比内川
    - ノカナン沢川
    - 大岩川
    - ピウケナイ川
      - 湧駒別川
        - 清水沢

      - ピウケナイ第二沢川
      - ピウケナイ第三沢川

    - 熊の沢川
    - クワウンナイ川
      - カウン沢

    - 二見川
      - アイシポップ川

    - 化雲沢川
    - ユウセツ沢川

  - 近文オホーツナイ川
  - 牛朱別川
    - 基北川
    - ポンウシベツ川
    - 永山二号川
    - 永山三号川
    - 難波田川
    - 愛宕新川（基北川～難波田川～牛朱別川）
    - ペーパン川
      - 倉沼川
        - サルン倉沼川
        - ポン倉沼川
          - 北二線川

      - 下南部川
      - 福島川
      - 上南部川
      - ポンペーパン川
      - ペーパン第二支川
      - ペーパン第三支川

    - 永山新川（牛朱別川分流・石狩川支流）
    - 神水川
    - 当麻川
      - 廠舎川
      - ミヤシタ川

    - ポン牛朱別川
      - イチャンナイ川

    - 清水川
    - 石渡川
      - 松ノ沢川
      - 稲宇仁ノ沢川
      - 相ノ沢川
      - 森ノ沢
      - 秋山沢
      - 当麻熊の沢川

    - 小沢川
    - 堤ノ沢

  - 比布川
    - 比布ウッペツ川
      - ウッペツ工場川
      - 北一線川

    - 比布中央川
    - 北五線川
    - 十号沢川
    - 蘭留川

  - 百間堀川
  - 愛別川
    - ヨーコシナイ川
      - ヨーコシナイ第二川

    - ヨーコシナイ第三川
    - ヌッパオマ川
    - 美志内川
    - パンケ川
      - 左股パンケ川

    - 狩布川
      - 一線沢川
      - 三線沢川
      - ポンケナイ川
        - ポンガ川

      - 八線沢川
      - 九線沢川
      - 十線沢川
      - 十二線沢川
      - 濁川
      - 一の沢川
      - 二の沢
      - 三の沢
      - 四の沢

    - マタルクシ愛別川
      - 宮の沢川
      - 熊の沢川
      - 藤次郎の沢川
      - 鉱山の沢

    - 入口沢
    - 冷泉沢川
      - 三の沢

  - エチラスケップ川
  - パンケメムナイ川
  - ペンケメムナイ川
  - 二十線ノ沢
  - 二十二線ノ沢
  - 二十三線ノ沢
  - エチャナンケップ川
    - 二十七線沢
      - 日暮沢
        - キヨノ沢

    - クツウンベツ川
      - ムサシノ沢
      - クツウンベツ支川
      - 火滝ノ沢

    - エチャナンケップ支線川
    - 摺鉢沢

  - 安足間川
    - ペイトル川
    - ペーナイ川
    - ポンアンタロマ川
      - 小屋ノ沢
      - イズミノ沢

    - マタノ沢
    - ウキノ上ノ沢
    - ナカイ沢
      - 奥ノ沢

  - パンケフエマナイ川
    - 大矢ノ沢

  - 留辺志部川
    - ノロマナイ沢
    - ウエンナイ川
      - ウエンナイ支流

    - 岩内川
      - 天幕沢
      - 滝ノ沢
      - 岩内支線川
        - 一ノ沢
        - 二ノ沢
        - 下ノ沢
        - 上ノ沢
        - 五ノ股沢

    - 水田ノ沢
    - 滝口沢
      - 平ノ沢

    - トモノ沢
    - 茅刈別川
      - 茅刈別第一支川
      - 茅刈別第二支川
      - 茅刈別第三支川
        - 茅刈別第四支川

    - シビナイ川
    - トイマルクシュベツ川
    - ニタイオマップ川
    - 南の沢川
    - オタツニタイオマップ川
    - ポンルベシベ川

  - 白川
    - 白川第一支川
    - 白川第二支川
    - 清水沢
    - 山神沢
    - 白川第三支川
    - 愛別岳沢

  - クマノ沢
  - メノコ沢
  - 双雲別川
  - 天幕沢
    - 引金沢

  - ニセイテシオマップ川
  - リクマンベツ川
  - ニセイノシキオマップ川
  - 白水川
  - 黒岳沢
  - 赤石川
    - 北海沢

  - 静流ノ沢
  - 荒井川
  - 雄滝の沢
  - 雌滝の沢
  - 雲井ノ沢
  - 小函ノ沢
  - 錦糸ノ沢
  - 新大函ノ沢
  - 金之助沢
  - ニセイチャロマップ川
    - 六万昌沢
    - ウエンシリ沢
    - ポンシラレナイ沢
    - シラレナイ沢
    - ニセイチャロマップ第一川
    - ニセイチャロマップ第二川
      - ニカルナイ沢

    - ニセイチャロマップ第三川
      - 栄ノ沢
      - 直ノ沢
      - 隆ノ沢

    - 岩ノ沢
    - ムルイ沢
    - ポンニカルナイ沢

更に上流部については石狩川源流部の支流を参照。

## 留萌振興局
- 天塩川　一級河川
  - ロクシナイ川
  - 中央ウブシ川
    - 北ウブシ川

  - 円山ウブシ川
  - 円山赤川
    - 東六線川

  - 雄信内川
    - 東雄信内川
    - 七線沢川
    - 二十三号川
    - 三十号川
    - 石井沢川
    - 泉源川
    - マンポノ沢川
    - 加藤沢川
    - 南雄信内川
    - 中ノ沢川

  - コクネップ川
- トコツナイ川
- サラキタナイ川
  - 浜里川
  - 南更岸川（トコツナイ川分流・サラキタナイ川支流）
  - 駒止川
  - サラキシナ四号川
- パロマウツナイ川
  - 牧野川
  - サコン川
- ウツツ川　二級河川
  - 青木川
  - ピシュクシュウツナイ川
  - 峠川
  - 上ノ沢川
  - 熊井ノ沢川
- 角道川
- 遠別川　二級河川
  - 中央川
  - 温泉ノ沢川
  - コンザノ沢川
  - 山形団体ノ沢川
  - ルベシュベ川
  - 共栄ノ沢川
  - パンケホロベツ川
  - 二十四号沢川
  - ペンケホロベツ川
  - オモシルシベツ川
  - ウヘンベツ川
  - ヌプリケシオマップ川
  - ヌプリパオマナイ川
  - 初山別沢川
  - 又木ノ沢川
  - 鉄砲ノ沢川
  - 熊ノ沢川
  - アイヤムナイ川
  - 滝ノ沢川
- クマウシュナイ川
- トマタウシュナイ川
- オタコシベツ川　二級河川
  - サラパオマナイ川
  - 坂川
  - 共成第四の沢川
- 登駒内川
  - 登駒内南沢川
- オヤルフツナイ川
- 風連別川 (留萌)　二級河川
  - 北風連別川
    - 入沢の沢川
    - 芹川の沢川

  - 小沢川
  - 造林小屋の沢川
  - 遠別越沢川
- 金駒内川
- 茂初山別川　二級河川
  - カネイチの沢川
- 初山別川　二級河川
  - 九線沢川
  - 冷水の沢川
- モセタキナイ川
  - モセタキナイ南川
- セタキナイ川　二級河川
  - 栄小沢川
  - 木田の沢川
- 茂築別川　二級河川
  - 六線沢川
  - 七線沢川
  - 半夏沢川
- 築別川　二級河川
  - チライベツ川
  - 石油の沢川
  - 三毛別川 (築別川水系)
    - 稲穂川

  - 主馬内沢川
  - 相沢川
    - 若葉の沢川
    - 下相沢川

  - 二股沢
- 羽幌川　二級河川
  - 大沢川
  - 計那詩川
  - 平沢川
  - 二十二線沢川
  - 原ノ沢川
  - 愛奴沢川
  - デト二股川
  - 照葉沢川
  - 奥右沢川
  - 中の二股川
    - 待宵沢川

  - 逆川
  - シリイチ沢川
  - 小川沢川
- 福寿川
- ヤオシルスナイ川
- オシルスナイ川
- 古丹別川　二級河川
  - 江島の沢川
  - 三毛別川 (古丹別川水系)
    - 南出の沢川
    - 八号の沢川
    - 松下沢川
    - マルシメ沢川
    - ルベシュベナイ川
      - ウエンナイ沢
      - イチハチ沢

    - ヤマベの沢
    - ニセイウシュナイ沢
    - サカンベツ沢
    - サンケマップ沢

  - チエボツナイ川
    - 赤平の沢川
    - 長谷川の沢川

  - 十四線沢川
  - アノトロマ川
  - オベタルナイ川
  - ヤシコワンナイ沢
  - 小平越沢川
  - オンコの沢
  - 熊の沢川
  - 大曲沢川
  - 二股川
- 茶俊内川
- 小種子川
- 温寧川　二級河川
  - 鈴木ノ沢川
- 小椴子川
- 大椴子川
  - 茅野沢川
  - 大椴八線川
- 鬼泊川
- 小平蘂川　二級河川
  - イナリマップ沢川
    - コイナリマップ沢川
    - 桑増川

  - 折真布川
    - 中ノ沢川

  - 沖内川
    - ポン沖内沢川

  - 平和川
  - オトイチ川
    - オトイチセコロ川

  - 道添ノ沢川
  - 鷲ノ巣沢川
  - 一線沢川
    - 三線沢川

  - 下記念別沢川
    - セキタンナイ沢
    - オビラフネップアンナイ沢川
    - エホルカブッコロナイ沢

  - 砂寒別川
    - 協和ノ沢川

  - 石炭沢川
  - 天狗沢川
  - 中記念別沢川
    - 富士ノ沢
    - 篤ノ沢
    - 一枝沢

  - 上記念別沢川
    - 宿場ノ沢川
    - 照枝ノ沢川
    - パンケ沢

  - ケチカウエンオビラシベ川
    - アカノ沢
    - ウグイ沢

  - 奥記念別川
- 留萌川　一級河川
  - マサリベツ川
  - 高砂川
  - バンゴベ川
  - 八線沢川
  - ユードロ川
  - 十二線川
  - 十五線川
  - 林の川
  - 桜庭川
  - 中幌糠川
    - 展望沢
    - 豊別川

  - チバベリ川
    - チバベリ右川
    - チバベリ左川

  - タルマップ川
  - ポンルルモッペ川
    - 九号の沢川
- セタベツ川
- アップシラリ川
- 信砂川　二級河川
  - 新信砂川
  - 山田ノ沢川
  - アイトシナイ川
    - カヤドマリ川

  - 貝沢川
  - チャチャ沢
- 朱文別川
- 箸別川　二級河川
  - 小川ノ沢川
  - 湯の沢川
- 永寿川　二級河川
- 暑寒別川　二級河川
  - ポンショカンベツ川
  - 留知暑寒沢川
- 大別苅川
- 岩老川　二級河川
- マルヒラ川
- アカイワ川
- オフユ川

## 宗谷総合振興局
- トイナイ川
  - ゴメ川
- 音標川　二級河川
  - オシラカオマップ川
    - 高柳沢川

  - コヒラカマナイ川
  - オチュシベ川
- シルコマナイ川
- フーレップ川　二級河川
  - 砂金川
  - タツリュウ川
- シャクネツナイ川
- ペセトコマナイ川
- 乙忠部川
- オレタラップ川
- オンネナイ川
- 得志別川　二級河川
  - 逆川
  - オフンタルマナイ川
    - ニタツナイ川
      - 志美宇丹川

  - タチカラウシナイ川
  - 三線ノ沢川
  - パンケカヨナイ川
  - イソシケプンナイ川
  - ペンケカヨナイ川
  - タサウンナイ川
- オッチャラベツ川
- 北見幌別川　二級河川
  - ニシナイ川
  - ケモマナイ川
  - イタコマナイ川
  - パンケナイ川
    - ポンパンケナイ川

  - ベンケナイ川
    - 藤田ノ沢川
    - 三平ノ沢川
    - 桜井ノ沢川

  - 四線川
  - オムロシュベツ川
  - 毛登別川
  - ペヤマン川
  - 福井ノ沢川
  - ポウルンベツ川
    - 岩屋ポウルンベツ川

  - ポンポロベツ川
  - 桧田ノ沢川
  - タンチベナイ川
- エサシウエンナイ川　二級河川
  - マサラマム川
  - 清水川
  - 高川
  - 魚緑内川
- 問牧川
  - イチヒレ川
  - 口無川
- 落切川
- 頓別川　二級河川
  - 豊寒別川
  - クッチャロ川
    - 筑紫川
    - レカセウシュナイ川
    - 安別川
      - ポンケイ川
      - 大川

    - オビンナイ川
      - 二号沢川

    - ポン仁達内川
    - 仁達内川
      - 左の沢川
      - 中島の沢川

    - 一の沢川
    - 二の沢川
    - 菊水川
    - 三線川
    - 中島川

  - エボト川
  - 宇曹丹川
    - 熊の沢川
    - 嵐川

  - 十七線川
  - 茂宇津内川
  - 宇津内川
    - ポンウツナイ川
    - 宇津内川支流川
      - 中の川
      - 小川

    - 桂の沢川

  - 鬼河原川
  - 一己内川
  - 尻無川
  - 平太郎沢川
  - 平賀内川
  - 兵知安川
    - 藤井川
    - 一の沢川
    - 間ノ川
    - 中ノ川
    - 茂兵知安川

  - 知駒内川
  - 土方の沢川
  - 開拓ノ沢川
  - 掬水川
  - 郡ノ沢川
  - 中の川
  - シュウマロネップ川
  - チュビタウシュナイ川
  - マップの沢川
  - 稚宇遠川
    - 熊ノ沢川
    - ポンピラナイ川

  - 平野川
  - 栄川
- 猿払川　二級河川
  - 狩別川
    - ポロ川
    - ニタチナイ川
    - 一号線川
    - 南の沢
    - 雪の沢
    - 三号線川
    - 七号線川

  - 旧濁川
  - エサヌカ川
    - モケウニ川

  - 宗谷濁川
  - 成田川
  - ポンポロ川
  - ポロナイ川
  - ユウクル川
  - セキタンベツ川
    - 十五号線川
    - 十七号線川

  - シトシュベツ川
- 猿骨川　二級河川
  - エコベ川
    - エコベ一号線川
    - エコベ二号線川

  - 白百合川
  - 猿骨三号線川
- 鬼志別川　二級河川
  - 六号線川
- 知来別川　二級河川
  - 自衛隊川
  - 知来別二号線川
- 下苗太路川
  - 下苗太路一号川
- 上苗太路川
  - 一の沢川
  - 二の沢川
- 時前川
  - 一の沢川
- 目梨川
- 泊内川
  - 泊内一の沢川
  - オピラシェナイ川
- 鬼切別川
- 珊内川
- オンコロマナイ川
- 宗谷川
- 富磯川
- オイクショマナイ川
- 増幌川　二級河川
  - 川住川
    - 炭焼境沢川

  - メグマ川
  - イチャンナイ川
  - ケナシポロ川
- 声問川　二級河川
  - サラキトマナイ川
    - 沼の沢川
    - 西一号川

  - ウツナイ川
  - タツニウシナイ川
    - ニタトロオマナイ川
    - 石炭の沢

  - チフクシュナイ川
  - 宇流谷川
  - 炭焼の沢川
  - 五ノ沢
- ウエンナイ川　二級河川
  - 二の沢川
- エノシコマナイ川
- クサンル川　二級河川
- クトネベツ川
  - 開拓の沢川
- 勇知川
  - 勇知支流川
- オネトマナイ大沢川
- 天塩川　一級河川
  - サロベツ川
    - オンネベツ川
    - バンケオンネベツ川
    - 下エベコロベツ川
      - 福永川
        - 成金沢川

      - オンネベツ川
      - 清水川
      - ペンケエベコロベツ川
      - 豊幌川
        - 下北沢川

    - 清明川
      - 旧サロベツ川

    - 旧下エベコロベツ川
    - 兜沼川
    - 幌加川
    - 目梨別九線川
    - 目梨別十九線川
    - 小屋の沢川

  - 原子の沢川
  - ペンケオポッペ川
    - パンケオポッペ川

  - パンケオートマップ川
    - ペンケオートマップ川

  - 原の沢川
  - パンケオーカンラオマップ川
  - ペンケオーカンラオマップ川
  - 問寒別川
    - ヌプカナイ川
      - ヌプカナイ左川
        - 大岩の沢川

    - ヌポロマポロ川
    - 和田の沢川
    - 一線川
    - ケナシポロ川
      - パンケケナシポロ川
      - 清和川

    - パンケルペシュペ川
    - 八線沢川
    - ペンケルペシュペ川
    - 十四線沢川
      - 冷水沢川

    - 十六線川
      - 五十嵐の沢
      - イワナの沢川
      - 山鳥の沢
      - ヤツメノ沢川

  - アイカップ川
    - 大塚の沢

## オホーツク総合振興局
- 幌内川　二級河川
  - ナプポロナイ川
  - 下幌内川
  - オチフネ川
  - 滝の沢川
  - ニセカオマナイ川
    - 右の沢川

  - オシトツナイ沢川
    - 右の沢川
    - 中の沢川

  - バンケオロピリカイ川
  - ペンケオロピリカイ川
  - イキタライロンニエ川
  - 砂金川
  - オロウエンポロナイ川
- 音稲府川
  - 音稲府川第一支流
  - 音稲府川第二支流
  - 音稲府川第三支流
  - ヤマベの沢川
- 元稲府川
- ポンオコツナイ川　二級河川
- オコツナイ川　二級河川
- 雄武川　二級河川
  - 当沸川
  - イソサム川
  - イナシベツ川
- オタコムシュベ川
- 元沢木川
- 御西川
  - モサラマン川
- 興部川　二級河川
  - 宇津川
  - 班渓川
  - ペンケ川
    - 根本の沢川

  - 忍路子川
    - 麗の沢川

  - 七重の沢川
  - 一滑の沢川
  - 澱粉の沢川
  - アキタの沢川
    - 米田の沢川

  - 札滑川
    - 砂金沢川
    - 六線の沢川

  - 本間の沢川
  - 奥興部川
- 藻興部川　二級河川
  - 於達辺川
    - 中の沢川

  - 黒沢川
  - 成田の沢川
  - フトロノ沢川
    - 鶴の沢川

  - 谷口の沢川
  - 六号の沢川
  - 八号の沢川
  - 五六の沢川
  - 十三号の沢川
  - アイヌ川
- 瑠橡川
  - ポンルロチ川
  - 右の沢川
    - 中の沢川
- 沙留川　二級河川
  - ポン沙留川
  - ヤルカラ川
  - 里の川
- 思沙留川
- 渚滑川　一級河川
  - 渚滑古川
    - 渚滑元新川

  - 川向川
  - 下渚滑十二線川
  - ウツツ川
    - 宇津々六線川
    - ウツツ右沢川
      - 宇津々十二号川
      - 宇津々十五号川

    - 宇津々二基線川
    - 上ウツツ川

  - 中渚滑豊盛川
  - 中渚滑二十五線川
  - 中渚滑二十一線川
  - 中渚滑二十三線川
  - 鴻輝川
  - 清瀬川
  - 和訓辺川
    - ポンワクンベ川
    - 和訓辺八号沢川
    - 和訓辺左沢川

  - 立牛二線沢川
  - 立牛川
    - 立牛五線沢川
    - 立牛六線沢川
    - 立牛西十三川
    - 立牛東十三川
    - 上古丹川
      - 上古丹三号川
      - 上古丹四号川
      - 上古丹九号川
      - 上古丹十四号川

    - 立牛二十線川
    - 立牛二十一線川
    - 立牛二十三線川
    - 立牛二十四線川
    - 立牛二十九線川
    - 弥生川
    - 立牛三十線川
    - 立牛三十五線川
    - 立牛三十六線川
    - 丸立川

  - アブカウシナイ川
  - メナシベツ川
  - 五十二川
    - 五十一川
    - 五十二左川

  - オシラネップ川
    - 下雄柏川
    - オセウシ川
    - 狐沢川
    - 上雄柏川
    - チケレペオペツ川
    - パンケプシュナイ川
    - ペンケプシュナイ川
    - オシラ三十一線川
    - 鎌倉沢川
    - イワナ沢川
    - 拓雄三号川
    - ペペロナイ川
    - 函下ノ沢
    - 函ノ沢
    - カミオシラネップ川

  - パンケオチンナイ川
  - 五十三川
  - シュウトルマップ川
    - 牧場川

  - サクルー川
    - コンピラ川
    - 真貝川
      - 北線川

    - サクルー六号川
    - 影の沢川
    - バンノ沢川
      - 小盤の沢川

    - サクルー八号川
    - サクルー十一号川
    - エダマサクルー川
      - 斎藤川

    - 矢口川
    - 原子川
      - 上原子川

    - 長の川
    - 南十五号川
    - イタヤ川
    - 飯田川
    - モセカル川

  - 滝上十線川
  - 二区十五線川
  - モセカルシュナイ川
  - 熊出沢川
  - 四区三十線川
  - バッタノ沢川
  - 五区三十五線川
  - 月見川
  - オサツナイ川
    - クッタラ川
    - オサツナイ右一の川
    - オサツナイ右二の川

  - 下砂金川
  - 四十九線川
  - 南の川
    - 南一号川

  - 五十九線沢
  - 二ノ沢
  - 一ノ沢
- 藻鼈川　二級河川
  - 元丘川
  - シマララギ川
    - シマララギ四線川

  - 上モベツ六線川
  - 上モベツ川
    - 上モベツ九線川

  - クッチャナイ川
    - クッチャナイ右沢川

  - 上鴻之舞右沢川
  - 上鴻之舞左沢川
- フンベオマナイ川
- ヤッシュシナイ川
- オンネコムケナイ川
- シブノツナイ川　二級河川
  - 中ノ沢川
    - 信東川
    - 東ノ沢川

  - シブノツナイ湖川
  - 志文十三号川
  - 志文鉱山川
- 湧別川　一級河川
  - センサイ川
  - 中土場川
    - ヌッポコマナイ川
    - 共進川

  - 富美川
    - 南の沢川
      - 谷本川

    - 共栄の沢川

  - 開盛川
  - サナブチ川
    - 清川
    - 若松川
    - 鏡の沢川
    - 伯谷川
    - 中川
    - 白龍川

  - 生田原川
    - トーウンナイ川
    - 佐竹川
    - 馬産川
    - 仁田布川
    - 旭野川
    - 砂金沢川
    - オンネ沢川
    - ウラシマナイ川
      - 武利意越川

    - 青木沢川
    - 八重沢川
    - 矢矧沢川
    - 支線沢川
      - 大黒沢川

    - 松田沢川
    - 竹の沢川

  - 三沢川
  - 二林班川
  - カクレ沢川
  - 佐藤川
  - 瀬戸瀬川
    - 矢の根沢川
    - 中沢川
      - 高橋沢川

    - 住友川
    - 鉱山川

  - コタン沢川
    - コタン開拓沢川

  - 若咲内川
  - 鈴辰内川
  - 伊奈牛川
  - 金湧川
  - 泉の沢川
  - 丸武川
  - 丸瀬布川
    - 前田の沢川
    - 松田沢
    - オロピリカ川
    - 奥山沢川
    - 丸美川
      - 上里沢川
      - 砂金沢川

  - 武利川
    - 上十点沢
    - 三十五点沢
    - 五十一点沢
    - 荒川沢川
    - 三の沢
    - 湯の沢川
      - 二の沢川

    - 吉田沢
    - トムイルベシベ沢
    - 六の沢
    - 七ノ沢
    - 十ノ沢
    - 十一ノ沢
    - 十二ノ沢
    - 十三ノ沢
    - 十四ノ沢
    - 濁川
    - 下ノ沢川
    - 中ノ沢川
      - 上ノ沢川

  - 早瀬川
  - 十号沢
  - 幌加湧別川
  - 伊藤沢川
  - 支湧別川
    - 湯の沢川
    - バンケシュウベツ川
    - 清水沢川
    - 石ノ沢川
      - 大滝沢川

    - 小滝ノ沢川
    - 銅ノ沢川
    - 上二股沢川
      - 二ノ沢川

  - 中央の沢川
  - 十勝石沢川
  - 天狗沢川
  - 八号沢川
    - 流紋沢川

  - 三角点沢川
  - クワキンベツ川
  - 熊ノ沢川
    - スプリコヤンベツ川
    - 右ノ沢川

  - 苔ノ沢川
  - 丘平ノ沢川
- 佐呂間別川　二級河川
  - ライトコロ川
  - テイネ川
    - 弥生川

  - 芭露川
    - キナウシ川
    - 本間沢川
      - 苗園の沢川

    - ポン川
    - 西の沢川
      - 六線沢川
      - 上松沢川

    - 東の沢川
      - 千葉の沢川

    - 福島沢川

  - 志撫子川
  - 計呂地川
    - 七号沢川
      - 中村沢川

    - 丹野沢川
    - 岩間沢川

  - 床丹川 (オホーツク)
    - 吉野川

  - オンネトカロチ川
  - トップウシベツ川
    - 四号の沢川
    - 富武士川

  - 浪速川
  - 岩見川
  - アネップナイ川
  - 幌岩五線の沢川
  - イワケシュケコマナイ川
  - 六号の沢川
  - 仁倉川
    - 吉倉川
    - 八の沢川

  - 小野の沢川
  - 八線の沢川
  - 知来川
  - 大槻の沢川
  - 東興生沢川
  - 西興生沢川
  - 高田の沢川
  - 安斉川
    - 三線川

  - 垂水川
  - プシュケショコマナイ川
  - 下武士川
  - 武士川
    - 井上川
    - 栃木の川
    - 徳増川

  - 四十号の沢川
  - 四十二号の沢川
  - オンネルベシベ川
    - 佐藤の沢川
    - 六線の沢川
    - 浅田の沢川

  - 共立川
  - イナヤンオマップ川
  - 花園ノ沢川
  - ワカケレベツ沢川
  - プトイサロマ沢川
    - 栃木川

  - サマッケサロマ沢川
  - 三号川
- 常呂川　一級河川
  - 福山川
  - トコロホロナイ川
    - ポン幌内川

  - 東亜川
  - 柴山沢川
  - 日吉川
    - ポン日吉川

  - 隈川
    - ルベシベ川
    - 吉野川

  - ポン隈川
    - 平和川
    - 陸和川

  - 小関川
  - 仁頃川
    - キトタウシナイ川
    - 登位加川
      - 登喜和沢川
      - 中野沢川

    - ポンニコロ川
      - 谷川

    - ルクシニコロ川
      - クトンニコロ川

    - 毛当別川
      - ポン毛当別川
      - ルクシ毛当別川

    - 上仁頃川
    - 柏木川

  - オンネシルクタウシナイ川
  - キナチャウシナイ川
    - 平安川

  - トペンピラウシナイ川
    - ポントペンピラウシナイ川

  - 小幡川
  - チャシポコマナイ川
  - 松下川
  - 小石川
  - シュブシュブナイ川
  - 無加川
    - 小町川
      - 佐々木川
        - 福田川

      - 大正川

    - とん田川
      - 墓地川

    - 相内川
      - 豊田川
        - 石灰川

      - ポン相内川
      - 鶴田川

    - ハナワビバウシ川
    - 東無加川
      - 豊金川

    - 大久保川
    - 奔無加川
      - 小松沢川
      - 常紋川
        - 熊の沢川

      - 千田の沢川

    - バンケビバウシ川
      - ペンケビバウシ川

    - 十八号沢川
    - 二十号沢川
    - 川北川
    - 士気連別川
      - 上士気連別川
      - 下士気連別川

    - 塩別川
    - 黒塩別川
    - 枇杷牛沢
    - ケショマップ川
      - 下ヌプリケショマップ川
      - 中ヌプリケショマップ川
      - 上ヌプリケショマップ川

    - ケナシベツ川
    - 小山川
    - パオマナイ川
    - カワバタ川
    - ニセイケショマップ川
    - イトムカ川

  - 訓子府川
    - 熊の川
    - 六線の沢川

  - サラキシェナイ川
  - 黒部の沢川
  - 三原川
  - 別着の沢川
  - 貴田の沢川
  - オロムシ川
    - ポンオロムシ川

  - オシマ川
  - シルコマンベツ川
  - ケトナイ川
    - ポンケトナイ川
    - オカノ川

  - 紅葉川
  - ホロイッチャン川
  - 愛の川
  - イクサ川
  - 種川
  - 緑川 (置戸町)
    - 一の沢川

  - 墓地の沢川
  - オンネアンズ川
    - ポンオンネアンズ川
    - 初の沢川
    - 天幕の沢川

  - 仁居常呂川
    - 百林班の沢川
    - 林班界の沢川
    - ウコオビ川
      - 玉子沢

    - 岩松の沢川
    - 歌丸の沢川
    - ピリカベツ川

  - 中山川
  - 鹿の子沢川
  - ホロカトコロ川
  - 赤松の沢川
  - 上ホロカトコロ川
    - 小屋の沢川
    - イフサネッタ川

  - 平の沢川
  - 赤盤の沢川
  - 堤の沢川
- 卯原内川　二級河川
  - トーブト川
  - ルートモトイエナイ川
  - キナチャウシュナイ川
  - ピラケショマナイ川
  - イルオナイ川
  - ポンコナイ川
  - ソオラルオツナイ川
    - 平和川

  - オンコナイ川
  - ニタテヨコツナイ川
  - 二見川
  - 瀬戸川
  - トモルベシベ川
  - 越歳川
    - 大沢川
    - 小沢川

  - 一の沢川
- 美岬川
  - 美岬オンネナイ川
- バイラギ川
- ポンバイラギ川
- ピットカリ川
- 網走川　一級河川
  - 女満別川
    - マストリ川
    - パナクシュベツ川
    - 田中川
      - みどり川

    - 日並川

  - トマップ川
  - 黒瀬川
  - サラカオーマキキン川
  - 木禽川
  - 美幌川
    - 魚無川
      - 美富沢川

    - 駒生川
      - 駒の沢川

    - 福豊川
      - 萩の沢川

    - 弥生川
      - 登栄川

    - 松月沢川
    - 鴬沢川
      - 霧の沢川

    - 石切川
    - 滝の沢川
    - 蛍雪沢川

  - 小谷沢川
  - 豊幌川
  - 栄森川
    - 北の沢川
      - 桂沢川

    - 南の沢川

  - 小沼沢川
  - シンケピホロ川
    - ポンシンケピホロ川

  - 想川
  - タッコブ川
    - 四番の沢川
    - ポンタッコブ川
    - 十三番の沢
    - トコロルベシュベ川
    - モガミ川

  - 津別川
    - センウンツベツ川
      - ルークシュベツ川

    - 二十七号の沢川
    - タッタペチペソ川
    - 一の沢川
    - 三の沢川
    - 五の沢川
    - 七の沢川
    - 六の沢川

  - オンネキキン川
    - メナシュキキン川
      - 栄の沢川

  - フタバ川
  - チミケップ川
    - ポンチミチャップ川
    - オンネトシュ別川
    - オビオメの川
      - ヤマメの沢川

  - ケミチャップ川
    - 三十二番の沢川
    - ホッタスオナイ川
    - トリレルベシュベ川
      - タンザンの沢川

    - 中線川
    - ミクニの沢川
    - 藤の沢川

  - ポンキキン川
    - ヌッパオマナイ川

  - ドードロマップ川
    - ポンドードロマップ川

  - ユウ谷の沢川
  - ホロカマハシリ川
- 車止内川　二級河川
- オショップ川
- 勇仁川
  - 鱒浦川
- 藻琴川　二級河川
  - 第二藻琴川
  - 稲富川
  - チグサ藻琴川
  - シンプイ藻琴川
    - 旭台川

  - 末広川
  - 広栄川
  - 山園川
  - 東洋川
    - 母樹林沢川

  - リンドウゾイ川
- 丸万川　準用河川
  - 大進川
    - 丸万沢川

  - 三井川
- オンネナイ川
  - 第二音根内川
  - ウカルシュベツ川
- 浦士別川　二級河川
  - イチャンケシオマナイ川
  - イチャンオマナイ川
  - ポン浦士別川
  - オンネ浦士別川
- スッポチ川
- 止別川　二級河川
  - 中央幹線川
  - 美和幹線川
  - ポン止別川
    - オドノ川
    - ミウラノ川

  - パナクシュベツ川
  - シノマンヤンベツ川
  - ハルキツノ川
- ウエンベツ川
- 斜里川　二級河川
  - 猿間川
    - 幾品川
      - ポンイクシナベツ川
      - シュンクンベツ川

    - 秋の川
      - 豊里川

    - 水無川
    - ペケレイ川
    - フカバ川
    - 水無沢川

  - エトンビ川
    - チエサクエトンビ川
      - 一の沢川

    - カクレノ沢川

  - ペーメン川
  - オサウシ川
  - 札弦川
    - ポンオニセップ沢川
    - オニセップ沢川
      - 奥二股川
      - 二股川

    - タラタラッペ川

  - アタックチャ川
    - 一の沢川
    - 二の沢川
      - 千代の沢川

    - 三の沢川
    - 四の沢川
    - 五の沢川

  - タテクンナイ川
  - ユクリイオロマナイ川
  - ホロカサル川
    - 下ホロカサル川

  - 二の沢川
  - 三の沢川
  - 四の沢川
- 奥蘂別川　二級河川
  - 海別川
    - 十線川
    - 十二線川

  - 山鳩の沢川
  - 熊追川
  - ミズナシ川
  - オオナイ川
- シマトツカリ川
  - マクシベツ川
- 糠真布川
  - 十五線川
- オライネコタン川
  - ポンオライネコタン川
- オチカバケ川
- オショバオマブ川
- 金山川
- オンネベツ川
  - ポンオンネベツ川
- シャリキ川
- オペケプ川
- チャラッセナイ川（オシンコシンの滝）
- オショコマナイ川
- フンベ川
- ペレケ川
  - ポンペレケ川
  - 大滝川
- ホロベツ川
  - 一の沢川
- 岩尾別川
  - 赤イ川
    - 白イ川

  - ピリカベツ川
  - 盤の沢川
- イダシュベツ川
- カムイワッカ川
- 硫黄川
- ウブシノッタ川
- ポンプタ川
- ポンベツ川
- ルシャ川
  - ポンルシャ川
- テッパンベツ川
- チャカババイ川
- タキノ川
- チャラセナイ川
- 知床川
- ポトピラベツ川
  - タキミ川
- オキッチウシ川
- ポロモイ川

## 胆振総合振興局
- 鵡川　一級河川
  - 珍川
  - モイベツ川
  - アツベツ川
  - キリカツ沢川
  - 牧田川
  - イクベツ沢川
  - シモノ沢川
  - 田の沢川
  - オブスケ川
  - 有明川
  - 湯の沢川
    - 右の沢川

  - 仁和一号沢川
    - 仁和二号沢川
    - 星の沢川

  - キキン二の沢川
  - 一号沢川
  - 二号沢川
  - 仁和三号沢川
  - あびるの沢川
  - 仁和川
  - 似湾川
    - 三号沢川
    - 四号沢川
    - 栗木の沢川
    - 五号沢川
    - 春栄沢川
    - 六号沢川
    - 毛似湾川
      - 七号沢川
      - 八号沢川

    - ムカデの沢川
    - 四十八点沢川
    - カラマツ沢川

  - 戸村の沢川
  - カイカニ沢川
  - カイカウニ沢川
  - ツドウの沢川
  - イナエップ沢川
    - イオニシブ沢川

  - 宮崎沢川
  - 三十点の沢川
  - カツケン沢川
  - キナウス川
    - ホロカンベ川
      - 左ノ沢
      - 右ノ沢

    - 下ノ沢川
    - 見晴ノ沢川
    - 良樹ノ沢川

  - ルベシベ川
    - オビラクシナイ沢川
    - パンケルベシベ沢川
      - アイカップ沢川
      - ショモチレコナイ沢川

    - ペンケルベシベ沢川
    - 枯崎ノ沢川

  - カイクマ川
  - チチヤップ川
  - マコップ沢川
  - 穂別川
    - パンケオピラルカ沢川
      - 学校沢川

    - ベンケベツ沢川
    - ペンケオピラルカ沢川
      - 石油沢川

    - 紅葉沢川
    - シュッタノ沢川
    - ソソシ沢川
    - 今村の沢川
    - サヌシュベ川
      - マツカシマップ川
      - ホロカサヌシュベ沢川
        - 石山の沢川

    - ヌタポマナイ川

  - 梅の沢川
  - フカウシ沢川
  - パンケルサノ沢川
  - 幌去川
  - トサノ川
  - オソスケナイ川
  - チクニナイ川
  - パンケシケレベ沢川
  - ペンケシケレベ沢川
  - ニタカイ沢川
  - 島呂布沢川
  - パンケポロカアンベ沢川
  - ペンケポロカアンベ沢川
  - シュプキウシナイ沢川
  - バッタラウシ沢川
  - オロロップ沢川
  - パンケモトツ沢川
  - ペンケモトツ沢川
- 入鹿別川　二級河川
  - 長沼川
  - ニタチナイ川
    - オロベニタチナイ川

  - ポロクラ川
- 厚真川　二級河川
  - 軽舞川
    - 当麻内川
    - 鯉沼川
    - 野安部川

  - ラフナイ川
  - 知決辺川
    - 近悦府川
    - 本郷の沢川

  - ウクル川（宇久留川）
    - オバウス沢川
    - 石油沢川
    - ケイナイ沢川

  - 東和川
  - 頗美宇川
    - ヤチセ沢川
    - パンケ沢川
    - ペンケ沢川
    - ポップナイ沢

  - メナの沢川
  - オコッコ沢川
  - 日高幌内川
    - シュルク沢川
    - 赤間ノ沢
    - マツノ沢

  - マッカウス川
  - キウキチ沢
  - 鬼岸辺川
    - 金本ノ沢
    - 冷水ノ沢
    - フキノ沢

  - 一里沢川
  - ショロマ川
    - 毘沙門沢
    - 大黒ノ沢
    - 門治ノ沢
    - エビスノ沢
    - 弁天ノ沢
    - 寿老ノ沢
    - 沼ノ沢

  - イクバントユクチセ沢
  - メルクンナイ沢
    - クマノ沢
    - カンコウノ沢

  - ペンケユクチセ沢
  - ショウシウシ川
    - 佐富ノ沢
    - 松喜ノ沢
    - 黄金沢

  - 雷沢
  - 棚ノ沢
  - 松井沢
  - パンケセタ沢
  - ペンケセタ沢
- 東厚真川
- 安平川　二級河川
  - 弁天水路川
  - 明野川
  - 勇払川
    - 旧勇払川
    - 美々川
      - 丹治沼川
      - パンケナイ川
      - ペンケナイ川
      - 美沢川

    - オタルマップ川
    - トキサタマップ川
    - 植苗川
    - 勇振川

  - 遠浅川
    - 東遠浅幹線排水川
    - フモンケ川

  - ニタツポロ川
    - 降矢の沢川

  - 支安平川
    - 明春辺川

  - 光起川
- 幌内川　二級河川
- 苫小牧川　二級河川
  - 有珠川
- 小泉の沢川
- 小糸魚川
- 錦多峰川　二級河川
  - 錦岡川
- 覚生川
  - 熊の沢川
- 樽前川
  - ポン樽前川
- 別々川　二級河川
  - 西別々川
- 社台川　二級河川
  - ヨコスト川
    - ウツナイ川
- 白老川　二級河川
  - ウヨロ川
  - ブウベツ川
    - インカリブーベツ川

  - ウトカンベツ川
  - 毛白老川
  - ポンベツ川
    - 深沢川

  - 赤川
  - トドマツ川
- フシコベツ川　二級河川
- 敷生川　二級河川
  - メップ川
    - 幌内川

  - 飛生川
  - 毛敷生川
    - フジ川

  - 白水川
- クッタリウス川
- アヨロ川
  - オモンベツ川
- ポンアヨロ川　二級河川
- 登別川　二級河川
  - クスリサンベツ川
    - 成田の沢川
    - 大学沢川

  - ニシオマベツ川
  - ヒガシオマベツ川
- 富浦川
- サト岡志別川
- 岡志別川　二級河川
  - 岡志別古川
    - 岡志別ワキノ沢川
- 胆振幌別川　二級河川
  - 徳浦川
  - 来馬川
    - ポン来馬川

  - 新徳浦川
  - ノボリトウシナイ川
  - 第一の沢川
  - 第二の沢川
  - 第三の沢川
  - 鷲別来馬川
  - 幌別来馬川
- ヤンケシ川
- 富岸川　二級河川
  - 西富岸川
  - 富岸第一川
- 鷲別川　二級河川
  - 上鷲別富岸川
    - 上鷲別川
    - 若草6丁目の沢川

  - 水元沢川
  - 奥ワシベツ川
  - 奥水元沢川
- 小橋内川
- 知利別川　二級河川
  - 中島川
  - 高砂川
  - タケノダイ沢川
  - 知利別一の沢川
  - 天神沢川
- 南高平川
- 本輪西川
  - 中幌萌川
  - コイカクシ川
    - ヤムクンナイ川

  - 奥ワニシ川
  - 本輪西一の沢川
  - 本輪西二の沢川
  - 本輪西三の沢川
- ポロベケレオタ川
- 元室蘭川
- チマイベツ川（千舞鼈川）　二級河川
  - ペトトル川
    - ペトトル一の沢川
    - ペトトル二の沢川
    - ペトトル三の沢川

  - 奥ペトトル川
- 気仙川　二級河川
  - 南黄金川
- 北黄金川
  - 牧場川
- 牛舎川
  - 稀府川
  - 大場川
- 高砂川
- 岩根川
  - 桔梗川
- 学田川
- 谷藤川
  - 藤美川
- シャミチセ川　二級河川
  - 弄月川
  - 幌美内川
- 気門別川　二級河川
  - 紋別川
    - 水車川
      - アヤメ川
      - 竹原川

    - 永内川

  - 西関内川
    - 東関内川
    - 裏沢川

  - 志門気川
    - 山神川
    - 大沢川
- 長流川　二級河川
  - 麻畠川
  - 壮瞥川
    - 大川
    - 早月川

  - ヌッパオマナイ川
  - パンケ川
  - レルコマベツ川
  - 弁景川
  - 幸内川
  - 白水川
  - 優園川
  - 徳舜別川
    - 昭園川

  - カバユサンナイ川
  - 上野川
  - 紫明川
  - 三階滝川
    - コノエオサレベツ川

  - 左沢川
  - 二の沢川
- 農舎川
- 若生川
- 東有珠川
- 有珠川
- 入江川
- トコタン川
- 板谷川 (北海道)　二級河川
- 高砂川
- 赤川
- 青葉川
  - 矢野の沢川
- 清水沢川
- ホロナイ川
- ベンベ川（弁辺川）　二級河川
- アクシナイ川
- 貫気別川　二級河川
  - 古別川
  - 滝見川
  - 変電所沢川
  - 新山梨川
  - 壮滝別川
    - ポンベツ川
      - 上泉川
      - ベタヌ川
        - ベタヌ別川

    - 丸山川
    - 壮滝別奥川
      - 美和川

    - 壮渕川

  - 小花井川
  - オロエンヌキベツ川
    - オンコの沢

  - ニフシナイ川
  - オーホナイ川
  - 大原川
  - ポンヌキベツ川
- 小鉾岸川　二級河川
  - 芝伏川
  - 豊泉川
    - 佐々木の沢川
    - 熊野川

  - ベタヌ川
  - 高橋沢川
  - 岩間沢
- チヤス川
- 礼文華川　二級河川
  - 墓地の沢川
  - 大岸沢川
  - 目名川
  - 峠川
    - 下の沢川

## 日高振興局
- ビラウトリ川
  - 平松二号川
  - 平松一号川
- 沙流川　一級河川
  - オコタン川
  - コンカン川
    - ミドリ川
      - ミドリ支流川

  - エショロカン沢川
    - 平取第一川

  - 福満川
  - シラウ川
    - 佐藤の沢川
    - 池田の川

  - タップコサラ川
  - シリ沢川
    - 小西沢川
    - 福原の沢川
    - 鈴木の沢川

  - 平取第二川
  - スクップ川
  - ヤミノ沢
  - パンケ平取川
  - ペンケ平取川
  - オバウシナイ川
  - アベツ川
    - ユーラップ川
    - 亜別の沢第一川
    - シツキの沢
    - 亜別の沢第二川
    - オリベノ川
    - 奥アベツ川
    - 渡辺川

  - 小平の沢川
  - パンケオユンベ川
  - 林の沢川
  - 二風谷川
  - 松原の沢川
  - カネハチ川
  - シケレベ川
  - ビンニ川
  - オクマイシ川
  - ユオイ沢川
  - オサツ川
  - ルオマナイ川
  - オクノ沢川
  - ダイケシ川
  - 看看川
    - マカウシノ沢川

  - オボウシナイ川
  - ベナコリ川
  - 水沢の沢川
  - オバラダイ川
  - シクケンオマナイ川
  - ベナコレ川
  - トウナイ川
  - 額平川
    - ナハタの沢川
    - シマリウエツ沢川
    - パンケオタスイ川
      - シラカベ川

    - ポンスケレベ川
    - ペンケウタスイ川
    - アシバキ川
    - ウンチャシ沢
    - 荷負川
    - キタルシナイ川
    - タユシナイ川
    - 貫気別川
      - イペペシナイ川
      - セタナイ川
      - ペンケセタナイ川
      - モイワ川
      - ニタツナイ川
        - ニタンベツ川

      - リビラ沢

    - 志文川
    - ヌキノ沢川
    - アブシ川
    - トエナイ川
    - 佐藤の沢川
    - 沢田の沢川
    - 木村の沢川
    - パンケペッカンロ川
    - 芽室の沢川
    - ペンケペッカンロ川
    - タカセ沢川
    - モソシベツ川
    - 総主別川
      - 一の沢
      - 二の沢
      - 三の沢

    - キツネ沢川
    - 宿主別川
      - 宿主別第一川
      - シカルスナイ沢
      - パンケルナイ沢
      - ペンケルナイ沢
      - パンケトボチベツ沢
      - ペンケトボチベツ沢
      - ルトランシュンベツ川
        - シュンベツノ沢

      - パンケシュクシュナイ沢
      - ペンケシュクシュナイ沢

    - 外山の沢川
    - 立成川
    - シケレベ川
    - 遵政の沢川
    - 中の沢川
    - 畠の沢川
    - パンケイワナイ川
    - ムベツ沢川
    - 吉田の沢川
    - 西田の沢川
    - 幌見川
    - ペンケイワナイ川
    - オソウシノ沢川
    - シドニ川
    - ウエンハエシナイ沢川
    - ペンケハユシニナイ川
    - ペンケメウシュナイ沢
    - パンケチエプ沢
    - ペンケチェプ沢
    - ピリカナイ沢
    - クチャコルシュナイ沢
    - パンケユックルベシュベ沢
      - パンケユクルシュナイ川
        - 四ノ沢
        - 二ノ沢

    - ペンケユックルベシュベ沢
    - アッリオヒシナイ沢
    - ピラチシュウスナイ沢
    - ウエンナイ沢
    - ニセイパオマナイ沢
    - 一ノ沢
    - 二ノ沢
    - 三ノ沢
    - 四ノ沢
    - 五ノ沢
    - 六ノ沢

  - ンクンシケオマナイ川
  - オノマップ川
  - 樽尾の沢川
  - タイウンナイ川
  - コタンケシュワシュナイ沢
  - オサツナイ沢川
  - トブシュナイ川
  - タウシナイ川
  - ヤマダの沢川
  - トウナイ川
  - モルベシベ川
  - コマダの沢川
  - 佐々木沢川
  - グシの沢川
  - 野村沢川
  - イスミの沢川
  - ポロケシオマップ川
    - ノムラの沢川
    - 小向沢川
    - 奥村の沢川
    - カツラ沢川

  - ビラチナイ川
  - 幌毛志川
    - エキノ沢川
    - 大川沢川
    - カカモト沢川
    - 白川沢川

  - 高橋沢川
  - 登沢川
    - シュッタ川

  - 振内川
  - 池売川
  - 池売沢川
  - トシロの沢川
  - 仁世宇川
    - ボワズの沢
    - ポンモワアップ川
    - シュウター川
    - パンケポロナイ川
      - 一ノ沢

    - パンケユパシュネナイ川
    - ペンケユパシュネナイ川
    - ペンケポロナイ川
    - ケイカイ沢

  - オタリマップ川
  - 森の沢川
  - パンケセップ川
  - ペンケロップ川
  - 松の川
  - イツカナイ川
  - 登の沢川
  - イワチシ川
  - ペンケイワナイ川
  - 川端の沢川
  - パンケイワナイ川
  - 岩内川
  - ルベシュベナイ川
  - サンナコロ川
  - 一号ノ沢川
  - 中の沢川
  - モミジノ沢川
  - 岡春部川
  - 銀沢川
  - パンケウシャップ川
    - ホロカワウシャップ川

  - 三号の沢川
  - ペンケウシャップ川
  - オワイタカ沢
  - 滝の沢川
  - ルーケシオマナイ川
  - ペンケユウケシュオマナイ川
  - ニオダイ沢川
  - 千栄墓地沢川
  - 千呂露川
    - 幌内沢川
    - 雲知来内沢川
    - カシコトンナイ川
    - パンケユクトラシナイ川
    - ペンケユクトラシナイ川
    - 春別沢川
    - トメチニ沢
    - シネップナイ沢
    - 二岐沢
      - 一ノ沢
      - 二ノ沢

    - 三股沢

  - カラ沢川
  - パンケヌーシ川
    - 一ノ沢
    - 二ノ沢
    - 三ノ沢
    - 曲り沢
    - 四ノ沢
    - 五ノ沢
    - 六ノ沢
    - 七ノ沢
    - 八ノ沢
    - 九ノ沢

  - ペンケヌーシ川
  - ウエンザル川
    - 一ノ沢
    - 二ノ沢
    - 三ノ沢
    - 四ノ沢
    - 元伊勢川
    - 三角点沢
      - 三角点支流沢川
- 日高門別川　二級河川
  - 緑一号川
  - 旭川
  - 島頼の沢川
  - 武田の沢川
  - 幾千世左一号川
  - 幾千世左二号川
  - 幾富右一号川
  - ピシナイ川
  - 左門川
  - ミユキ川
  - 門別沢一号川
  - 門別沢二号川
  - 清見の沢川
  - 南富沢川
  - 門別沢三号川
  - 広富沢川
  - ルイカナイ川
  - 門別沢四号川
  - チベシナイ川
  - クッタリ川
  - ハトナイ川
  - ラムシナイ川
- 波恵川　二級河川
  - 豊郷メップ川
  - 波恵沢川
  - 豊郷右一号川
  - 豊郷左五号川
  - 山下の沢川
  - ダムの沢川
  - 豊郷左四号川
  - セイリョウ川
  - 豊郷左三号川
  - 豊郷左二号川
  - 橋本の沢川
  - 豊郷左一号川
  - 石谷の沢川
- 慶能舞川　二級河川
  - ホロメップ川
  - ウシベツ川
    - 木村の沢川
    - ウシベツ支流川

  - 清畠左一号川
  - オショップ川
- 賀張川
  - 賀張右二号川
  - 賀張右一号川
  - キシマツ川
    - キシマツ左一号川

  - 賀張本流左一号
- 玉水川
  - 小沢の沢川
- コマチップ川
- 厚別川　二級河川
  - 美鈴川
  - 本郷の沢川
  - 井栄二号川
  - 井栄三号川
  - オサツナイ川
  - 共栄川
  - 共栄五号川
  - 共栄七号川
  - 受乞川
    - 受乞右の沢川

  - 元神部川
  - 元神部左の沢川
  - 厚別五号川
  - 厚枝川
  - 厚別四号川
  - 厚枝二号川
  - 厚別三号川
  - 厚別二号川
  - 厚別一号川
  - アツエ川
  - 比宇川
    - 鎌田一号川
    - 鎌田二号川
    - イオリ川
    - 芽呂川
      - 芽呂一号川
      - 芽呂二号川

    - 比宇二号川
    - 小野寺の沢川
    - 小田島の沢川
    - 鎌田の沢川
    - 山川の沢川
    - 小岩の沢川
    - 太陽学校の沢川
    - 高田の沢川
    - 早川の沢川
    - 殿山の沢川
    - 杉田川

  - 新和一号川
  - 新和二号川
  - 里平川
    - チライコッペ川
    - 新和三号川
    - 里平右二号川
    - 里平右一号川
    - ウエンテシカン川

  - ケライ左川
  - ヌモトル左三号川
  - ヌモトル右一号川
  - イタラツキ川
    - イタラツキ左一号川
    - イタラツキ右一号川
    - イタラツキ左二号川
    - イタラツキ左三号川

  - ヌモトル左二号川
  - ヌモトル左一号川
- 暙山川
- 大節婦川
  - 中地の沢川
- 節婦川
  - 節婦四号川
  - 節婦三号川
  - 節婦二号川
- 稲荷川
- 棒山川
- 判富の沢川
- 新冠川　二級河川
  - 高江川
  - 西泊津川
  - 東泊津川
  - チョリバライ川
    - 田渕の沢川

  - 朝日川
  - 朝日二号川
  - ドブンナイ川
  - 万揃三号川
    - 万揃五号川
    - 万揃四号川

  - 阿部の沢川
  - 万揃川
    - 万揃二号川

  - 緑川
  - 古岸四号川
  - 赤石の沢川
  - 古岸三号川
  - アクマップ川
    - アクマップ左の沢川

  - 古岸二号川
  - リライベツ川
  - 押出の沢川
  - 青木川
  - 桶渡の沢川
  - 草野川
  - 森永の沢川
  - 新栄川
  - 小松川
  - 鈴木の沢川
  - 畠山の沢川
  - 若園川
  - セブ川
  - トマチャイン川
  - 泉二号川
  - ポキアップ川
    - ポキアップ支流川

  - 山口の沢川
  - 岩清水一号川
  - 岩清水二号川
  - 岩清水三号川
  - オサナイ川
  - オコシベツ川
  - アブカシャンペ川
  - スタップ川
  - パンケウクツライ川
  - ペンケウクツライ川
  - ピンネ沢
  - オケルンペ沢
  - パンケサツヤチ沢
  - ペンケシュウイカナイ沢
  - アイマベツ沢
  - 盆ノ沢
  - 中ノ沢
  - 口滝の沢
  - モウレルカシュペ沢
  - シュウレルカシュペ沢
    - 二十八号沢

  - サツナイ沢
  - ホルカンノ沢
  - ヌカンライ沢川
  - プイラル別川
  - イドンナップの沢
  - 大理石沢
  - 雷沢
  - 原石沢
  - 幌尻沢
    - 幌尻右沢

  - ペツピリガイ沢
- 浦里川
- 真沼津川　二級河川
  - 柏台川
  - 菊池沢川
  - 佐藤沢川
  - 村上沢川
  - 戸田沢川
  - 西村沢川
- 静内川（染退川）　二級河川
  - 古川
    - 旧古川

  - ウグイス谷川
  - 旧目名川
  - 日高目名川
    - 小坂川

  - 豊畑川
    - ウロツナイ川
    - 寺沢川
    - 新川
    - ルベシベ沢川

  - 三沢排水川
  - ペラリ川
    - パンケペラリ川
      - ペンケペラリ川

  - 炭山川
  - チエンポシナイ川
  - オプスケ川
  - シュンベツ川
    - オクルンベツ沢川
    - オサナイ沢川
    - ペンケピピ沢川
    - クリノ沢
    - 上アブカサンベ沢川
    - イドンナップ川
      - カミナリ沢
      - ニイカップゴエ沢

    - チャワンナイ沢
    - カシュツオマナイ沢
    - ポンイドンナップ沢
    - 鹿止内沢
    - ナメワッカ沢

  - ポヨップ沢川
  - ピセナイ沢川
  - ペンケオニケムシ川
  - パンケベツ沢川
    - ポンパンベツ沢

  - ペンケベツ沢川
  - ポロカウンナイ川
  - イベツ沢川
  - アベウンナイ沢
  - コイカクシュシビチャリ川（東の沢）
    - ベニカル沢
    - サッシビチャリ沢川
    - ペテガリ沢川
    - ベッピリガイ沢川

  - 大河原沢
  - ナナシ沢川
  - ナリノ沢
  - 峠ノ沢
  - イワナノ沢
- ロクマップ川
- 有勢内川
  - テップウセナイ川
  - ポンウセナイ川
- 温泉川
- オサナイ川
- 有良川
  - 桜川
  - モウラ川
  - 第二モウラ川
  - ヌプキウシナイ川
  - タマウラ川
- 捫別川　二級河川
  - アザミ川
  - ゼンポツナイ沢川
  - ホロナイ川
  - プユニ川
  - サテキナイ川
  - メナシベツ川
    - オパシ川
    - シンノスケ捫別川

  - ニウシリ川
  - サカイ沢川
  - コケンサン川
- 田村沢川
- オコツナイ川
- 元静内川
- ウシュッペ川
- ドケツ川
- 布辻川　二級河川
  - 荒木の沢川
  - トエベツ川
  - シュンベツ川
  - 大下の沢川
  - 不動の沢川
  - モプシ川
    - ポンモプシ川
    - 奈良の沢川

  - サルガナイ川
  - オオシタ沢川
  - 米倉の沢川
  - 宮本の沢川
  - 横山川
- 土居の沢川
- ニノコシ川
- ポンニノコシ川
- 小学校の沢川
- 静富川
- 三石川　二級河川
  - 東蓬莱川
  - ピシュンベボウ川
    - 米田の沢川
    - 西蓬莱川

  - 仲野の沢川
  - ルベシベ川
    - 池沢川

  - 辺訪川
    - オサルナイ川
    - オンネナイ川
      - 下斗米の沢川

    - 富樫の沢川
    - 野上の沢川
    - 藤巻の沢川
    - 竹内の沢川
    - 江本の沢川

  - 延出川
    - ヌサウシ川
      - 萩沢の沢川

  - シカルベ川
  - ウツマ川
  - 東の沢川
  - 滝沢川
  - 二股川
    - タマンベ川
    - 二股二号川

  - 赤盤の沢川
  - ピラシュケ川
  - 山道の沢川
  - 右九号川
- ポン浦里川
- 浦里川
- 三笠川
- 鳧川
- 松沢川
- ケリマイ川（鳧舞川）　二級河川
  - 和寒別川
    - 美野和川
      - 加野川
        - 田上川

    - 鹿糖沢川
    - サンノ川
    - 大沢川
    - 富田の沢川
    - 川端の沢川
    - 辻川の沢川
    - 滝井の沢川
    - 播磨川

  - シュムロ川
    - 松井の沢川
    - 山本の沢川
    - 前川の沢川

  - オチミナイ川
  - 種室排水川
  - サットムクシュナイ川
    - 村下の沢川
    - 十字の沢川
    - 牧野の沢川
    - 安岡の沢川

  - 庄内川
    - 成田の沢川
    - 栗山の沢川

  - 久遠川
    - 久遠排水川
    - 小田原の沢川

  - ルベシベ川
    - ポンルベシベ川
    - 神谷の沢川

  - 大別川
  - 源島川
  - 村中の沢川
  - 川上川
    - 学校の沢川
      - 鳥山の沢川
      - 中山の沢川

  - 築紫の沢川
  - 愛子の沢川
  - 咲梅川
    - 田中の沢川
    - 松本の沢川
    - 二号の沢川

  - イバタキ川
  - 高津川
  - ニタラチ川
  - 木下川
  - 乾川
  - 水車の沢川
  - モモカリ川
  - ヌキベツ川
  - ニガラチ川
  - 志文内川
  - クーベツ川
- 木田の沢川
- 伏海川
- 浜荻伏川
  - 浜荻伏一号川
    - 浜荻伏一号枝川
- オニウス川
- エカニウス川
- 元浦川　二級河川
  - 新赤川
  - 赤川
    - 枝川

  - イカベツ川
    - クチャメナ川
    - ホロトナイ川
    - 姉茶川
      - イカベツ一号川
      - 姉茶一号川
      - イカベツ二号川
      - 姉茶二号川

  - サツメナイ川
  - ウツシナイ川
    - 宮崎の沢川

  - ライベツ川
  - オサルシナイ川
  - ケバウ川
    - アネサリ川
      - アネサリ一号川
      - アネサリ二号川

    - ケバウ一号川
    - ケバウ二号川
      - ケバウ二号枝川

    - ケバウ三号川

  - ルスナイ川
  - ヒトツ川
  - ベッチャリ川
    - ベッチャリ一号川
    - ベッチャリトラシベツ川
    - ツケナイ川

  - ポンメナ川
  - メナ川
  - ナイ川
  - カムイ川
  - オソウシナイ川
  - ルシウンナイ川
  - ルードラシナイ川
  - チャラセ川
  - ポロナイ川
  - 楡の沢川
  - ショロカンベツ川
  - ウネトプ川
  - ソエマツ川
    - シロチノミ川
    - プッカシナイ川
    - ポンウラカワ川

  - ショシベツ川
  - ニシュオマナイ一号川
- トヤイ川
- 絵笛川　二級河川
  - 絵笛浜辺川
    - 絵笛浜辺一号川

  - 絵笛右川
  - 絵笛右上川
  - 絵笛一号川
  - 小絵笛川
- 成田の沢川
- 井寒台川
- オコチナイ川
- 向別川　二級河川
  - 堺川
  - 三枝川
  - 大井の沢川
  - 奥田の沢川
  - ポンタンネベツ川
    - ポンタンネベツ一号川

  - タンネベツ川
    - タンネベツ一号川
    - タンネベツ二号川

  - 熊谷川
  - ラムシ川
    - ラムシ右の沢川

  - メナプト川
    - 坂本の沢川
    - 山口の沢川
    - 日の沢川

  - ルート川
  - 服部の沢川
  - 高津川
  - オショロベツ川
    - オショロベツ一号川

  - 本沢川
- 栄丘川
- 昌平川
  - 昌平西川
- ウロコベツ川
- 乳呑川　二級河川
  - 東川
  - 柏川
  - 乳呑一号川
  - 乳呑二号川
  - 乳呑三号川
- 横山の沢川
- 若林の沢川
- 月寒川
  - 月寒一号川
  - 月寒二号川
  - 月寒三号川
- 幌島川
- 大野の沢川
- 奥田川
- 白樺川
- 白泉川
- 赤川　二級河川
  - 西幌川
  - 本巣川
- 日高幌別川　二級河川
  - 中島川
  - 川崎川
  - 信岡の沢川
  - トメナ川
    - 墓地の沢川
    - 海辺川
      - 海辺一号川

  - ケバウ川
    - ルベシベ川

  - アキアジ川
  - オロマップ川
  - アイツルナイ川
    - 福岡の沢川

  - オバケ川
    - オバケ一号川
      - オバケ一号枝川

    - オバケ二号川

  - パンケナイ川
  - ピウオマナイ川
  - メナシュンベツ川
    - シマン入口川
    - シシャモ川
      - シシャモ一号川

    - 田中川
    - ムコロベツ川
      - ホリカン川

    - 学校の沢川
    - ニオベツ川
      - 境界の沢川
      - オホナイ川
      - ニオベツ一号川
        - ニオベツ三号川
        - ニオベツ二号川

      - シロチノミ川
      - 上二股ノ沢

    - タンネルシュベツ川
    - コイボクシュメナシュンベツ川

  - シマン川
    - カラフト川
    - メナシュマン川
    - シマン一号川
    - シンノシケシュマン川
      - シンノシケシュマン一号川
        - シンノシケシュマン一号枝川

    - シマン二号川

  - 分嶺川
  - フレベツ川
    - フレベツ一号川
    - フレベツ二号川

  - ワツコイ川
  - ルテンベツ川
    - ポンルテンベツ川
    - ルテンベツ一号川
      - ルテンベツ一号枝川

    - ルテンベツ中の沢川
    - ルテンベツ二号川
    - ルテンベツ三号川
    - ルテンベツ四号川
    - ルテンベツ五号川

  - シュンベツ一号川
  - シュンベツ二号川
  - ソガベツ川
    - ソガベツ一号川
    - ソガベツ二号川

  - シュンベツ三号川
  - シュンベツ四号川
    - シュンベツ四号枝川

  - シュンベツ五号川
- 東ライベツ川
- 鵜苫川
- ワッカクナイ川
- 冬似川
  - ポン冬似川
- 海辺川　二級河川
  - ポンウンベ川
  - 箱の沢
- キリシタナイ川
- 様似川　二級河川
  - オコタヌシ川
  - サルマップ川
    - サリナイ川

  - シャモマナイ川
  - イサカナイ川
  - クキノ沢
  - キミチベツ沢
  - オトマップ沢
  - メナシエサンベツ川
    - トウキナ沢

  - ソーエサマンベツ川
  - ヌキベツ沢
  - ポンエサマンベツ川
  - シンノスケシュンベツ沢
- カネカリウシナイ川
- ビライト川
- 西平宇川
- 門別川
  - ポンヒラウ川
  - ポンモンベツ川
- シミチカップ川
- ポロサヌシベツ川
- ポンサヌシベツ川
- 冬島川
- コトニ川
- オソスケウス川
- 山中川
- ルランベツ川
- 幌満川　二級河川
  - 古川
  - オナルシベ川
  - フチミ川
  - パンケ川
  - ミキイナイ沢
  - オピラルカオマップ川
    - シモノ沢
    - 中沢

  - キリプネイ川
- チカプナイ川
- サヌシナイ川
- ルサキ川
- ニカンベツ川
  - ルベシュペ川
    - キプチ川

  - 右一号の川
  - ポンニカンベツ川
- 近呼川
- 下近浦川
- 上古丹川
- 笛舞川
- 下笛舞川
- アベヤキ川
- サッコツ川
- ポンサッコツ川
- 南部家川
  - 御殿川
    - 左御殿川
- 幌泉川
  - 幌泉小川
  - 会所沢川
- 中学校沢川
- 新消内川
- コロップ川
- 歌別川　二級河川
  - 下歌別川
  - 提灯川
    - 藤田川

  - 上歌別川
  - オキンマップ川
  - 左の沢川
- 番屋の川
- 番屋川
- 坂岸川
- 歌露川
- 焼別川
- オショロスケ川
- 油駒川
- 襟裳川
- 苫別川
  - 左の沢川
  - 右の沢川
  - 奥右の沢川
- キスケ川
- 在田川
- アアツ川
- 千平川
- シトマン川
  - 牧場の川
    - ガロウ川
- 咲梅川
- 猿留川　二級河川
  - 目黒川
  - 左一号川
  - 登川
    - チャツナイ川

  - ワラビタイ川
  - 丹根内川
  - 豊似川
  - 右一号の川
  - 右二号の川
- オニトップ川
- ビタタヌンケ川

## 十勝総合振興局
- 直別川　二級河川
  - 榊原沢川
  - サルサルベツ川
  - 三号沢川
    - 二号沢川

  - 四号沢川
  - ルベシベツ川
  - スワンナイ沢川
- 乙部川
- 厚内川　二級河川
  - コウセイ川
  - シイアップナイ川
    - ナシピナイ川

  - 石岡沢川
  - 上厚内川
    - イシズカ川

  - サカモト川
  - ポン厚内川
- オニオップ川
  - オニオップ沢川
- チプネオコッペ川
  - ポンオコッペ川
  - チプネ一の沢川
  - チプネ二の沢川
  - チプネ三の沢川
- オコッペ沢川
  - イトウ川
- 昆布刈石川
  - 昆布刈石小川
- 滝の沢川
- 浦幌十勝川　一級河川
  - 新川
    - 旧十勝太川
    - ロウン川

  - 四号沢川
  - 三号沢川
  - 二号沢川
  - 浦幌川
    - 十勝静内川
      - 大川
      - カタサルベツ川
        - カタサルベツ沢川
          - カタサルベツ小沢川

        - カタサルベツオクの沢川

      - セイヨシズナイ川
        - セイヨシズナイ小川

    - 旧浦幌川（万年川）
      - 新天川
      - 旧下頃辺川
      - 共栄川

    - 生剛川
      - 統太幹線沢川

    - 東寺の沢川
    - 的場の沢川
    - 村中沢川
    - 旧オベトン川
      - 宮の沢川

    - 千草川
    - 千歳川
    - オベトン川
      - 茂帯富川

    - 中北川
    - トキワ川
      - 上トキワ川

    - アリヤス川
      - オップスナイ川

    - 常豊川
    - ツネトミ一の沢川
    - ツネトミ二の沢川
      - ツネトミ三の沢川

    - 常室川
      - 前出沢川
      - 竹村沢川
      - 治山の沢川
      - 楓川
      - 福山川
      - 水上川
      - ケナシ川
      - 双運川
      - ソウウンベツ川
        - ソーウンベツ小沢川

      - ワッカシャクベツ川
      - クオタナイ沢川

    - オムオロ川
    - ニシキ川
    - 大関沢川
    - オサップ川
    - 留真川
      - 一号沢川
      - 二号沢川
      - 三号沢川
      - 四号沢川
      - 五号沢川
      - 六号沢川
      - オタコブシ沢川
        - ポンオタコブシ沢川

      - イワオノ沢川
      - 七号沢川
      - タロンノ沢川
      - モウタロン沢川
      - ソノタロン沢川

    - ヤリ沢川
    - 瀬多来川
      - ポン瀬多来川
      - 四の沢川
      - 五の沢川
      - 瀬真川
      - ポン瀬真川
      - セタライ沢川

    - コシツネ沢川
    - ニジノ沢川
    - ジンジャノ沢川
    - ポンカツヒラ川
    - コカツヒラ沢川
    - カツヒラ沢川
    - ペケレカツヒラ沢川
      - ペケレカツヒラ小沢川

    - オップシナイ沢川
      - オップシ小川

    - バッタノ沢川
      - バッタノ小沢川

    - ヨモギ沢川
    - 南五線川
    - 仁生川
      - オップニショウ川
        - 仁生沢川

      - ニッパノ沢川
      - 東仁生川

    - ポンニショウ川
    - 高松川
    - 上出川
    - 東二線カンセン川
    - ケッチャウシ川
      - 小川沢川

    - 川流布川
      - オンネナイカンセン沢川
      - 浦幌オンネナイ川
        - 一の沢川
        - 二の沢川
        - サギギレの沢
        - 四の沢川

      - 一号沢川
      - オギワラの沢
      - 茂川流布沢川
      - ポンカバルップ沢川
        - 三号沢川

      - ミカノ沢川
      - 六ゴウノ沢川
        - 七ゴウノ沢川

      - モミナ沢川

    - 学校の沢川
    - カルシナイ川
    - 十六線沢川
    - ミフネの沢川
    - カケス沢川
    - エキテイ川
      - エキテイ一の沢川
      - キネズミ沢川
      - エキテイゴノ沢川
        - ヤマドリ沢川

  - 朝日幹線川
  - 一号沢川
  - 下頃辺川
    - 養老幹線沢川
    - 十四号沢川
    - 十三号沢川
    - 浦幌十勝導水路（十勝川より接続）
    - 十号沢川
    - 七号沢川
    - 六号沢川
    - 四号沢川
      - チヤシュコトンベツ川

    - 五号沢川
    - 二号沢川
      - 一号沢川

    - フルマントンベツ川
    - トンベツ川
      - ナベシトンベツ川
        - 支の2川

    - 坂の下川
    - 林田川
    - 一本沢川
    - 大沢川
      - 大沢一の沢川
      - 大沢二の沢川

    - 幾栄川
      - 幾栄一本川
      - 幾栄一の沢川
      - 幾栄二の沢川

    - 村田の沢川
    - イクシエ川
    - 大久保沢川
      - 久保沢川
- 十勝川　一級河川
  - ウツナイ川（十勝川から分かれ、河口付近で合流）
    - 豊北幹線沢川

  - シモオキウス川
    - 上長臼川

  - カンカンビラ川
    - カンカンビラ小沢川

  - カンカン川
    - ミカズキヌマ川
    - 旅来川
      - タビコライコ沢川

    - カンカン小沢川

  - 上旅来川
    - 旅来の沢川

  - 安骨川
    - 安骨沢川

  - 背負川
    - 背負分線川
    - 背負沢川

  - 下牛首別川（久保川分流・十勝川支流）
    - 砂川

  - 旧利別川
    - 昭和川
    - 新栄川
    - 礼文内川
      - 茂礼文内川

    - トウフツ沢川
    - コタノロ川
      - 第一小川

    - 十一線川
    - 昭栄川
    - 昭栄の北川

  - 牛首別川
    - 農野牛川
      - モノヤウシ川
      - 上農野牛川
        - タテノヤウシ川
          - タテノヤウシ小沢川

    - 久保川 (北海道)
      - 中久保川
      - ポン牛首川
      - 造林沢川
      - オタトンベツ沢川
      - コオタトンベツ沢川

    - 山蔭川
    - 小川 (豊頃町)
      - カツライ沢

    - 岩の沢川
    - ヌカナイコシの沢川

  - 育素多川
  - 礼作別川
  - 打内川
    - 二里塚川
    - 平和川
      - 平和中沢川
      - 平和小沢川

  - 上統内川
    - 新川
      - 明新川

  - 利別川
    - 十弗川
      - 岡本の沢川
      - 毛根別川
        - 左第二線川
        - 左第五線川
        - 毛根別第三ノ沢

      - アネベツ川
        - 川合の沢川

      - 坂田の沢川
      - 江口の沢川
        - 江口右の沢川

      - 足立の沢川
      - 小路谷の沢川
      - 第一支線川
      - 辻の沢川
      - 斉藤の沢川
      - 十七号沢川
        - 第一小川
        - 第二小川

      - 谷畠の沢川
      - 東川
        - 第一支線川
        - 第二支線川

      - 森口沢川
      - 富岡川
        - 富岡七号川
        - 第一小川
        - 第二小川

      - 戸田沢川
        - 第一小川

      - 東の沢川

    - 清見二線川
      - 伊藤川

    - オシタップ川
      - 旧十勝川

    - 清見南二線川
      - 基線川
        - 山根の沢川

    - 四線川
      - 七線川
      - 四線右の沢川

    - 拝見川
    - 北九線川
      - 鴨居川
        - 穐田川

    - 十日川
      - 小村川
      - 溜池の沢川
      - 青山十二番の沢
      - 富山の沢川
      - ヤエハラノ沢川

    - 中の沢川
    - 高島十五線川
      - 近牛川
      - 沼見川
      - 別保川
        - 高島十六線川

    - パンケ川
      - 美加登学校の沢川

    - ペンケ川
      - 氏家の沢川
      - 藤本の沢川

    - 三線川
      - 新見川

    - 親牛別川
      - 大森七線川
      - 町界八線川
        - 初日川

    - 居辺川
      - 武田の沢川
      - 森の沢川
      - 山路の沢川
      - 旭川
      - 松本の沢川
      - 増田沢川
      - ワッカクンネップ川
      - 四の沢川
      - 三の沢川
      - イショップ川
      - 二の沢川
      - 一の沢川
      - 更生二の沢川
      - 更生三の沢川
      - 鷹栄川
      - サンケオルベツ川
      - 開成川
      - 北門川
      - 精進川

    - 押帯川
      - 中押帯川
        - 上押帯川

    - 勇足排水川
    - 美蘭別川
      - 一の沢川
      - 福良沢川
      - 二の沢川
      - 三の沢川
      - 四の沢川
      - 五の沢川
      - 六の沢川
      - 七の沢川
      - 八の沢川
      - 九の沢川

    - ホロナイ川
      - 一の小川
      - 一の沢川

    - ラウンベ川（蘭辺川）
    - ヤウラ川
    - チエトイ川
      - マエサキ川
      - ミサキ川

    - キロロ川
    - ペンケキロロ川
    - 本別川
      - 柏木川
        - パンケ向陽川

      - ペンケ向陽川
        - 本沢川

      - 一の沢川
        - 一の沢小川

      - 二の沢川
      - モップ川
        - モップ小川

      - 三の沢川
      - 四の沢川
      - 五の沢川
      - 六の沢川

    - 美里別川
      - カミヨ川
      - ツキミ川
      - 神代川
      - 一号川
      - 二号川
      - オキラウンベ川
      - 三号川
      - サルカニ川
      - ペンケ活込川
      - パンケ活込川
      - ヨウナイ川
      - 蝮沢川
      - ゴロウサワ川
      - オケトニ川
        - パンケオケトニ沢川
        - ペンケオケトニ沢川

      - 開北川
      - 東芽登川
      - 芽登川
        - 上芽登川
        - 一の沢川
        - 二の沢川
        - イクシナ川
        - ヌッパオマナイ川
        - パンケ旭ヶ丘川
        - ペンケ旭ヶ丘川

      - ピザクラ川
        - 中芽登川

      - 茂喜登牛川
        - 茂喜登牛沢川
          - 茂喜登牛沢小川

      - イソヅエ川
      - キトウシ川
        - オンネナイ川
          - 二の沢川
          - 一の沢川
          - 三の沢川
          - 四の沢川

        - 喜登牛小川
        - ザオウ川
        - ペンケ温根内川
          - 一の沢川
          - 二の沢川

        - 喜登牛沢川
        - カンワクラ川

      - 西芽登川
      - 熊の沢川
      - ウエンベツ川
      - ヌカナン川
        - ヌカナン一号沢川
        - 一の沢川
        - 三の沢川
        - 四の沢川
        - ヌプリパオマナイ沢川
          - 一の沢川
            - パンケマルタケ川
            - ペンケマルタケ川

          - 二の沢川
          - 三の沢川
          - ヌプリパオマナイ小川

        - 六の沢川
        - クマネシリ川
        - パンケ西クマネシリ川
        - ペンケ西クマネシリ川

      - ホロカピリベツ川
        - パンケ出合川
        - 下ホロカピリベツ川
        - チセンベツ沢川
          - チセンベツ小沢川

        - パンケチセンベツ川
        - ペンケチセンベツ川
        - 一の沢川
        - 二の沢川
        - 三の沢川

      - ピリベツ一号沢川
      - オコンベツ川
      - ドイマベツ川
        - ドイマベツ小川

      - クオンベツ川
      - チンコロ川
      - ポンビリベツ川
        - ツイベツ川
        - 一の沢川
        - 二の沢川

      - ペンケポンビリベツ川
        - パンケポンビリベツ川

      - 下エオマビリベツ川
      - 中エオマビリベツ川
      - 上エオマビリベツ川

    - 錦川
    - パンケフラツナイ川
    - フラツナイ川
      - フラツナイ小川

    - 美里別東下川
    - 下仙美里川
    - 遠見川
    - 中仙美里川
    - 追名牛川
    - パンケ仙美里川
      - 一の沢川
      - 二の沢川
      - 三の沢川
      - 四の沢川

    - バッタノ沢川
    - 上仙美里小川
    - ペンケ仙美里川
      - ペンケ仙美里二の沢川
      - 一の沢川

    - シナノ川
    - パンケダム川
    - 下足寄太川
    - ペンケダム川
    - 学校の沢川
    - 中足寄太川
    - 共栄の沢川
    - 足寄川
      - ルウチシウナイ川
      - ヌフチシオマナイ川
      - ノロウエンナイ川
      - ルウトラシナイ川
      - ウッテキウンナイ川
      - オサルウンナイ川
      - ヒラノケオマナイ川
      - カアカルシナイ川
      - ウエンシリン川
        - ウエンシリン小川

      - 稲牛川
        - シノハラの沢川
        - ドロノキ沢川
        - 白樺川
        - パンケイナウ川
        - 中イナウシ川
        - 歩道の沢川
        - ポンイナウシ川
          - ポンイナウシ川小川

        - 二の沢川
        - 四の沢川
        - キムクシデイナウシュベツ川
          - 雪解内の沢川
          - 稲牛川小沢川

        - 五の沢川
        - 六の沢川

      - シュマルウップネナイ川
      - ポンテヨイナウシ川
      - ホロナイ川
      - キキロナイ川
      - 螺湾川
        - 清水沢川
        - フウチャシナイ川
        - 江田の沢川
        - キンイチナイ川
        - 茂螺湾川
          - キナワシモラワン川
            - 天幕川
            - 二の沢川

          - 二の沢川
          - 上右股沢川
            - 上左股沢川

        - 四の沢川
        - 五の沢川
        - タクイ川
        - 木田の沢川
        - クオナイ川
        - 上ラワン川
          - 上ラワン一の沢川

        - クオベツ川
          - 一の沢川
          - 二の沢川
          - 三の沢川

        - バンノ沢川
        - ポンケ川
        - 十一の沢川
          - 十一の小沢川

        - 十二の沢川
        - 十三の沢川
        - 錦川
        - オンネトウ小川

      - 螺湾沢川
      - 九百七十三点沢川
      - 八線の沢川
      - 大誉地線の沢川
      - 九線の沢川
        - 九線の沢小川

      - ホルウンナイ川
      - 四百八十五点沢川
      - 茂足寄アルヘチックシュナイ川
      - 茂足寄川
        - 一の沢川
          - 一の小沢川

        - 二の沢川
        - 三の沢川
        - 四の沢川
        - 茂足寄小川
          - 茂足寄小沢川

        - 六の沢川
        - 七の沢川
        - ペンケモアショロ川
        - 九の沢川

      - 二十一線沢川
        - 二十一線一の沢川
        - 二十一線小沢川

      - 宮城川
      - 石黒一の沢川
      - 佐藤一の沢川
      - 吉田一の沢川
      - 吉田二の沢川
      - 六百十三点沢川
      - 吉田三の沢川
      - 吉田四の沢川
      - 石黒二の沢川
        - 石黒三の沢川

      - 吉田五の沢川
      - 南田の沢川
      - 六百三十七点沢川
      - 六百十六点沢川
      - 六百二十三点沢川
      - ホルンアショロ川
      - 佐藤二の沢川
      - 川上一の沢川
      - 八百十二点沢川
      - フウタンアショロ川
        - パンケフウタンアショロ川

      - 白水川
        - 一の沢川
        - 白水小川

      - 一の沢川

    - 佐野川
      - 公園の沢川

    - シモアイカップ川
    - パナワンピラパオマナイ川
    - パンケオイポイ川
    - ペンケオイポイ川
    - 下ワシップ川
      - 下ワシップ小川
      - 清水川
        - 清水小沢川

    - 愛冠沢川
      - 尾西川

    - 中ワップ川
    - 愛冠川
      - 愛冠小川

    - 上愛冠川
    - 上ワシップ川
      - 上ワシップ小川

    - ピラポラオマナイ川
    - 塩幌川
      - 一の沢川
      - 二の沢川
      - 西塩幌川
        - 右の沢川
          - 左の沢川

        - 二の沢川
          - 二の沢小川

        - 三の沢川
        - 四の沢川
          - 四の沢小川
            - 四の沢二小川

      - 四の沢川
        - 四の沢小川

      - 三の沢川
      - 北斗沢川
      - 北斗川

    - ゴケ川
      - 後家屋沢

    - 庄内川
    - パンケトメルペシュペ川
      - トメルペシュペ沢川

    - 上利別川
    - パンケトブシ川
      - 一の沢川
      - 三の沢川

    - トブシ川
    - ペンケトメルペシュペ川
      - 一の沢川
      - 三の沢川
      - 二の沢川
        - 二の沢小川

    - パンケ登良利川
    - ペンケトブシ川
      - ペンケトブシ小川
      - 二の沢川
      - 三の沢川

    - ペンケ登良利川
    - 登良利川
    - 下大誉地川
    - 大誉地川
      - 北大誉地川
        - 大誉地小沢川

      - 吉の沢川
      - 二の沢川

    - 上登良利川
    - 登根川
      - 一の沢川
      - 二の沢川

    - 小黒川
      - 小黒川小川

    - ペンケクンベツ川
      - クンベツ沢川
      - 二号川
      - 三号川
      - 四号川
      - 五号川
      - 六号川

    - 薫別川
      - クンベツ小川

    - 伏古丹川
    - 薫川
    - 新田川
      - 信常川

    - 恩根内川
    - 斗満川
      - ポントマム川
        - 弥生川
        - みどり川

      - 中斗満川
      - 上斗満川
      - 太辛川
        - 太辛小川

      - 新斗満川
        - 一の沢川
        - 二の沢川
        - 三の沢川
        - 四の沢川
        - トコロ沢

      - 斗満熊の沢川
        - 一の沢川
        - 二の沢川
        - 三の沢川

      - 満水川
        - 満水小川

      - ペンケマンスイ川
      - 一の沢川
      - 二の沢川
      - 三の沢川
        - 三の沢小川

    - ペンケ恩根内川
    - 陸別川
      - 清水川
        - 一の沢川
        - 宇遠別川
          - 一の沢川
          - 二の沢川

      - 取布朱川
        - 一の沢川
        - 二の沢川
        - 三の沢川
        - 四の沢川

      - 中陸別川
      - 止若川
      - 上陸別川
      - 作集川
        - 豊作川
        - 下の沢川
          - 上の沢川

        - 作集小川
          - 作集沢川

        - 二の沢川
        - 三の沢川

      - 鹿山川
        - 男鹿川
          - 男鹿小川
          - 一の沢川

      - 八号川
      - 清川
        - 分流川
          - 分流川小川

    - ウリキオナイ川
    - 勲祢別川
      - 勲川

    - 分線川
    - 奥秋川
    - リクベツ熊の沢川
      - トロマイ川
        - 熊渡川

      - 熊泣川
      - 熊追川
      - リクベツ熊の沢小川

    - 日宗川
      - 日宗川小川

    - 小利別川
      - 林内川
      - 小利別沢川

    - 釧北川
    - 一の沢川
    - 二の沢川

  - 新オシタップ川
    - 千代田墓地の沢川
    - サンカク沢川

  - 猿別川
    - 相川
    - 軍岡川
      - 若菜川

    - 上相川
    - 旧途別川
      - イカンベツ川
      - 豊岡川
      - 稲士別川
        - 更生川
        - 日新川
          - 左の沢川

        - 沖田川
        - 須田川

      - 第二豊岡川
      - 牧村川
        - 第二軍岡川

    - 茂発谷川
      - 新和川
      - 三十三番川
      - 上茂発谷川
      - 明倫川

    - 柴山川
    - 恩根内川
      - 第一恩根内川
      - 第二恩根内川

    - 下南勢川
    - 南勢川
    - 上南勢川
    - 御大師川
    - 西糠内川
    - 飯塚川
    - 下五位川
    - 飛田川
    - 糠内川
      - 広野川
      - 五位川
      - 上位川
      - 中里川
      - 西中里川
      - 上中里川
      - 東駒畠川
      - 弘和川

    - 野呂川
    - アズマ川
    - 西美川
    - 辻の沢川
    - 深松川
    - 牧場川
      - 第二牧場川

    - サラベツ川
      - ハンポウシュベツ川
      - 親和川
      - 第二サラベツ川
      - ペペギリ川
      - シンノンユサラベツ川

    - セオ川
    - 第二セオ川
      - 第三セオ川

    - サッチャルベツ川
      - 第二南サラベツ川
      - 南サラベツ川
      - 第二サッチャルベツ川

    - 駒畠川
    - 北サラベツ川
    - ペンケサラベツ川
    - サッチャロベツ川
      - 南五線川
        - 南四線川

      - 南七線川

    - イタラタラキ川
      - 第二弘成川
      - 第二イタラタラキ川
      - 第三イタラタラキ川

  - いしおち川
  - 千代川
    - 第一支流川
    - 第二支流川
      - 第二の沢川

  - 途別川
    - 千住川
      - 白人川

    - 温泉川
    - 三平川
    - 古舞川
    - アカンポ川
      - 小豆川

    - 農場川
      - 第一農場川

    - 以平川
    - 第二牧場川
    - 第三牧場川

  - メン川
  - 士幌川
    - アサヒザワ川
    - 相生沢川
    - 長流枝内川
      - セキネザワ川
        - 第一の沢川
        - 第二の沢川

      - アネップ川
        - 川端の沢川

      - サルカニザワ川
      - 小栗沢川
      - 林の沢川
      - ポン川
        - 一の沢川

      - 平尾沢川
      - 喜楽沢川
        - のんき沢川
        - スミヤキ川

      - あらい沢川
      - コタン川
      - 藤井沢川

    - チライオツナイ川
    - 開陽沢川
    - 伊忽保川
      - 稲穂川
      - 光川

    - サックシュオルベツ川
      - 共成川

    - 宝栄沢川
    - 東台四の沢川
    - 佐倉川
    - 北開川
    - 開運川

  - 札内川
    - 帯広川
      - 旧帯広川
        - 晩成川

      - ウツベツ川
      - 柏林台川
        - 第二柏林台川
          - 十九線川
            - 十八線川

      - 大成川
      - つつじ川
        - 第二つつじ川

      - イマナイ川
      - 八千代川
      - 平成川
      - 一己川
      - 上伏古川
      - 雄馬別川
      - オンベツ川

    - 売買川
      - 機関庫の川
        - 神社の川

      - 第二売買川
        - タロウエモン川
          - 美栄川

        - 清美川
        - 六線川
        - 第二六線川

      - 広野川
      - 基線川

    - ヌップク川
      - 化粧川
        - 加賀川

      - 草森川
      - 千歳川

    - 売買川分水路
    - オケネ川
      - 基線川
        - 本田川

      - ニシミ川
      - 大平川
      - 清川
        - 第二清川

    - 戸蔦別川
      - ペペキキ川
      - オショショナイ川
      - 新岩内川
        - 第二岩内川

      - 岩内川
        - 五線沢川
        - 茂吉の沢川
        - 盗伐の沢川
        - 越路の沢川
        - 広田ノ沢
        - 鉄砲ノ沢
        - クルゾベナイ沢
        - 初ノ沢
        - 南岩内沢川
          - 扇ノ沢

        - 岩内一ツ沢川
        - ウエダ川
          - 北岩内二の沢川

      - 戸蔦川
        - 第二戸蔦川

      - ソウシベツ川
      - オピリネップ川
      - ピリカベタヌ沢川
      - 昭和ノ沢
      - 大正ノ沢
      - エサオマントッタベツ川
        - ガケノ沢

      - カタルップ沢
      - 六ノ沢
      - 七ノ沢
      - 八ノ沢
      - 十ノ沢

    - マス川
    - 恵津美川
      - 入島川

    - 三番川
    - ヌップカクシュナイ川
    - 西札内川
    - ヌウナイ川
      - ウマノ沢
      - 第二ヌウナイ川

    - ピコッタン川
    - ペンケオシトノオマナイ川
    - ペンケオマナイ川
    - ニナラパオマナイ川
    - オソノウシ川
    - カラノ沢
    - ペンケオトシノ川
    - チセナイ川
    - カルペシナペ川
    - トムラウシ川
    - クチャウシュナイ沢
    - 一ノ沢
    - 二ノ沢
    - 三ノ沢
    - 見定ノ沢
    - コイカクシュサツナイ川
    - 四ノ沢
    - ピコイトッピ沢
    - 五ノ沢
    - 六ノ沢
    - 七ノ沢
    - 仲ノ沢
    - 八ノ沢
    - キネンベツ沢
    - 九ノ沢
    - 十ノ沢

  - 北進沢川
  - 音更川
    - 鈴蘭川
      - 住吉川

    - 第二鈴蘭川
    - 旧アマラ川
    - アマラ川
    - 豊秋川
    - エンド川
      - 西吉野川
        - 共益川

      - オビチャ川
        - 栄進川
        - 牧場川

    - ウオップ川
      - サンケウオップ川
        - 一号の川
        - 二号の川
        - 三号の川
        - 四号の川

      - ペイトル川
      - パラメム川
        - パラメム小川

      - 一号の川
      - 二号の川
        - 二号の小川

      - 三号の川

    - シリクニ川
      - 一号の川
      - 二号の川
      - 三号の大沢川
        - 三号の小沢川

      - 四号支流
      - 五号支流川

    - ナイタイ川
      - 一号の川
      - 一の沢川
      - 三の沢川
        - 三の一の沢川
        - 三の二の沢川
        - 三の三の沢川
        - 三の四の沢川

      - 十六の沢川
      - 十七の沢川
      - 四の沢川

    - セタ川
      - 二十五の沢川

    - オソウシナイ川
    - 中の川
    - アラシノ沢川
    - 安村川
    - 百三十四の沢川
    - 二の沢川
      - 二十九の沢川
      - ポロペタン川

    - 三十四の沢川
    - 百三十六の沢川
    - 百三十九の沢川
    - 百四十の沢川
    - 糠平川
      - 不二川
        - 一の沢川
        - 二の沢川
        - 二の小沢川

      - 寺の沢川
      - 八千代川
      - 二の沢川
      - 三の沢川
      - 四十九の沢川
      - 五の沢川
        - 五の小沢川

    - タウシュベツ川
    - ペンケウエナイ川
    - 四の沢川
      - 四の小沢川

    - 五の沢川
    - 一の沢川
      - タウシュベツ川
        - 百五十二の沢川
          - 二の沢川

        - 三の沢川
        - 百五十六の沢川
        - 四ノ沢川

      - 百四十九の沢川

    - 七の沢川
    - メトセップ川
    - 幌加川
      - 下滝
      - 大曲ノ沢
      - 新ノ沢
      - 一の沢川
      - 二の沢川
        - 二の小沢川

      - 三の沢川
        - 下ノ沢
        - 雲の沢川
          - 下滝ノ沢
          - 上滝ノ沢

        - 二股沢
        - 上の沢川
        - 三の沢川支流

      - 四の沢川
      - 五の沢川
        - 大滝の沢川
        - 七十八の沢川
        - 五ノ小沢川

    - 八の沢川
    - 滝の沢川
      - 蚊の沢川
      - 二ノ沢

    - 百六十四の沢川
    - 幽雲川
      - ユウウンナイ川
      - 砥石ノ沢

    - 十二ノ沢
    - 十三の沢川
    - 十四の沢川
    - 中の川
      - 一の沢川
      - 二の沢川
      - 三の沢川
      - 四の沢川
        - 四の沢支流

      - 五の沢川
        - 五の小沢川

      - 六の沢川
        - 六の小沢川

      - 七の沢川

    - 十六の沢川
      - 十六の小沢川

    - 十七の沢川
      - 十七の小沢川

    - 百十一の沢川
    - 百十四の沢川
    - 十八の沢川
    - 十九の沢川
    - 二十の沢川
      - 二十の小沢川

    - 二十一の沢川
    - 二十二の沢川
    - 二十三の沢川
    - 二十五の沢川

  - 伏古別川
    - 啓北川

  - フレメーム川
  - 然別川
    - シブサラビバウシ川
      - 西士狩川
      - 大和川
      - 平和川

    - 鎮錬川
      - ハギノ川
        - パンケハギノ川
        - ペンケハギノ川

      - タアウシュップ川
      - 然見川
        - 中美川

    - 矢部川 (北海道)
    - 万年川
      - 第二チンネル川

    - 旧パンケチン川
    - パンケチン川
      - ポンパンケチン川
      - トマムベツ川
      - トマム第二川
      - ルオセベツ川
      - ルオセベツ沢川

    - ユグシナイ川
    - ペンケチン川
      - 種馬川
      - 牧場川
      - ポンチン川
        - ポンチン沢川
        - シポンチン川
        - ポンポンチン川

      - キタウリマク川
      - ヒガシヌプカウシ川
      - ニシヌプカウシ川

    - パンケウレトイ川
      - ラウネナイ川
        - ラウネナイ小川

    - ペンケウレトイ川
    - 瓜幕川
      - ポロナイ川
      - 友進川
      - 酪友川
      - 演習場内一川
        - 演習場内二川

    - 北上沢川
    - パンケビバウシ川
      - ヨシノ川
      - 池戸川
      - 柏川

    - 南一線川
      - 基井川

    - クテクウシ川
    - 上幌内川
    - 柏木川
    - 鹿の沢川
      - 上鹿の沢川

    - 幌内川
    - 第二西上幌内川
      - 第三西上幌内川

    - 第四西上幌内川
    - 第五西上幌内川
      - 第六西上幌内川

    - オソウシュ川
      - ピシカチナイ沢川

    - 泉川
    - シイシカリベツ川
      - ヌプリパクショベツ川
      - 三の沢川
      - ニペソツシントシベツ川
      - 四の沢川
      - ウパンナイ沢川
      - ペンケウパンナイ沢川
      - イシカリベツ川
      - 八の沢川
      - 九の沢川
      - ナカノサワ川
      - ミギフタマタザワ川

    - 十二の沢川
    - 十三の沢川
    - 十四の沢川
    - ヤンベツ川
      - 十五の沢川
      - 山田川

  - 伏古川
  - 新帯広川（帯広川分流・十勝川支流）
  - 十四号川
  - 十五号川
  - 美蔓川
    - 森下川

  - 美生川
    - ポロヤムワッカ川
    - 上美生川
    - パンケ川
      - 小屋の沢川

    - ペンケ川
      - 滝の沢川
      - 第三ペンケ川
      - 第四ペンケ川

    - ニタナイ川
      - トヤマ川
      - 四の沢川

    - 二の沢川
      - 第一モミジ川
      - 第二モミジ川
      - 第三モミジ川

    - ピパイロ川
      - 八の沢川
        - ナカルペシベ川
        - ウラルペシベ川

      - 第二ピパイロ川
      - 第三ピパイロ川

    - 下の沢川
    - 奥の沢川
      - 第二メム川

    - 四の沢川
    - 上の沢川
    - 五の沢川

  - 美馬牛川
    - 関山川
      - 土井川

    - 松沢川
    - 第一松沢川

  - ピウカ川
    - 吉井川

  - 芽室川
    - 渋山川
      - 高岩川
      - 崖下川
      - パンケホロナイ川
        - 西渋山川
        - 新朝日川
        - 中渋山川

      - 梅田川
      - 雨山川
      - 沢田川
      - 上渋山川

    - 久山川
      - イソイ川
        - 手洗川

      - 中野川
        - 霜野川
          - 霜の一の沢川

      - 久山一の沢川

    - 御影中央川
      - 島田川
        - ポンサネンコロ川

    - 御影昭和川
    - 御上川
    - 造林川
    - 熊の沢川
    - 豊郷川
    - 芽室川二の沢川

  - 御影川
  - ホネオップ川
    - 羽田桐川
    - 下羽帯川

  - 熊牛川
    - 北松沢川

  - 佐幌川
    - 小林川 (北海道)
      - 上清水川
        - キツネ川

      - 新羽帯川
      - 共栄川
      - 下小林川
      - 上小林川
      - 第一小林川

    - 協心川
    - ペケレベツ川
      - ナイ川
      - ペケレベツ一の沢川
      - ペケレベツ二の沢川

    - 金平川
    - 地蔵川
      - 下地蔵川
      - 上地蔵川

    - イワシマクシュベツ川
      - 神谷川
      - 北清水川

    - 下佐幌川
    - 南新得川
      - 相馬川

    - 上佐幌川
    - パンケオタソイ川
    - ペンケオタソイ川
      - 中新得川
      - 広内川
        - 安田川
        - カツラ川

      - 北の沢川
      - 中の沢川
      - 南の沢川

    - パンケ新得川
      - 九号川
        - 新得沢川

      - 第一新得川
      - 第二新得川

    - ペンケ新得川
      - ヤス川
      - フジ川
        - 福山川

    - 藤越川
    - 北新得川
    - ビタラウシ川
      - 渡辺沢川
      - ビタラウシ沢川

    - 下新内川
      - ウオガイ川

    - 狩勝沢川
      - 新内沢川
      - 中新内川
      - 新内川

    - 上新内川
      - 紅葉川
      - 上新内沢川

    - 北新内川
    - 新幌川
    - 一の沢川
      - シナノ沢川

    - 熊の沢川
    - 西佐幌川
      - 三の沢川
      - 四の沢川
      - 五の沢川
        - 六の沢川

    - 佐幌沢川
    - 上佐幌沢川

  - 伊藤川
  - 高倉川
  - 中熊牛川
  - 清水ビバウシ川
    - 澄川
    - トンビ川

  - 上熊牛川
  - 松岡川
  - パンケニコロ川
    - ハマタケ沢川
    - マッカウシ川
    - ポンニコロ川
    - 熊見沢川
    - シカドマリ沢川
    - 峠沢川

  - ペンケニコロ川
    - 牧野川
    - カシワ沢川
    - 竹中沢川
    - ニコロ沢川
    - タイラ沢川
    - ヒダリ沢川
    - 上の沢川

  - 吉野川
  - イワノ川
  - ペンケナイ川
    - 上ペンケ四の沢川

  - オソウシ川
    - タケモト川
    - マガリ沢川
    - 湯沢川
    - ダムの沢川
    - カラマツの沢川

  - カモの沢川
  - イロネウシ川
    - イロネウシ沢川

  - パンケキナウシ川
    - キナウシ沢川

  - ベンケキナウシ川
    - 上キナウシ沢川
    - 下キナウシ沢川

  - 十間沢川
  - ピシカチナイ川
  - ムカイ沢川
  - ポンニベソツ川
  - ニペソツ川
    - オオタ川
    - 浅野川
    - ムサシ川
    - ユウニペソツ川
      - ミズナシ沢川

    - ツツミ沢川
    - シラユキ川
    - マツノ沢川
    - シイニペソツ川
      - アメの沢川

    - トミ沢川

  - 下ポロナイ川
  - 中ポロナイ川
    - ポロナイ沢川

  - パンケベツ川
    - パンケベツ沢川
    - 上パンケベツ川

  - ポロナイ川
  - 中別沢川
  - 上ポロナイ川
  - チカベツ川
    - 第一チカベツ沢川
    - 第二チカベツ沢川
      - クリサワ川

    - 第三チカベツ沢川
    - 第四チカベツ沢川
    - 第五チカベツ沢川
      - 長野沢川

    - 第六チカベツ沢川
    - 第七チカベツ沢川
      - 奥の沢川

  - ペンケベツ川
    - ペンケエベツ川沢川

  - 山崎川
  - トムラウシ川
    - トムラウシ一の沢川
    - トムラウシ二の沢川
      - トムラウシ三の沢川

    - ポントムラウシ川
      - 熊沢川
      - トミウシ沢川

    - ユウトムラウシ川
      - ユウトムラウシ一の沢川
      - ユウトムラウシ二の沢川

    - カムイサンケナイ川
      - キリフキ沢川
      - カムイ沢川
      - サンケナイ川

    - ヌプントムラウシ川
      - ヌプン一の沢川
      - ヌプン二の沢川
      - 泉沢川
      - 沼の原沢川
      - ヌプン六の沢川
        - ヌプン七の沢川
        - ヌプン八の沢川

      - ヌプン九の沢川

    - ジゴクザワ川
    - 東沢川
      - 東地獄沢川

    - パンケトムラウシ川
    - ペンケトムラウシ川
    - ヒサゴ沢川

  - トノカリウシュベツ川
    - 下トノカリ川
    - 中トノカリ川
    - 東トノカリ川
      - 三股沢

    - オプタテシケ川
      - タテヤ川
        - トノカリ中沢川
        - トノカリ沢川
        - トノカリ小沢川

  - 中ホロカ川
  - ポン十勝川
  - 下ホロカ川
  - 上ホロカ川
    - 下メットク川
    - メットク川
      - 上メットク川

  - ホロカ十勝川
    - ペンケホロカ川

  - カバの沢川
  - ユウ十勝川
  - イワマ沢川
- 長節川　二級河川
  - 長節小沢川
  - コタカの沢川
    - コタカの小沢川
      - コタカオク沢川

  - ワッカリベツ川
    - ワッカリベツ沢
    - ポンワッカリベツ沢

  - タカの沢川
  - モチョウブシ川
  - ナカジマ沢川
- コロモト川
- ポンモト川
- モウド川
  - ケプラチベシ川
    - ケプラツベシ川
- チラユウトン川
- 湧洞川　二級河川
  - ユウトン一号沢川
  - ユウトン三号沢川
  - チライウンベツ川
    - ポンチライウンベツ川

  - サラチトウ川
  - 六号沢川
    - 八号沢川

  - パンケオラップ川
  - ペンケオラップ川
  - 九本川
  - コミドウ川
  - ニベシベツ川
- 生花苗川　二級河川
  - 生花苗沼川
  - キモントウ川
    - 生花苗沢川

  - 一の沢川
    - 神社の沢川
    - 一の小沢川

  - 生花川
  - 二の沢川
  - 三の沢川
    - 一の沢川
      - ポン一の沢川

    - 二の沢川
    - 三の沢川
    - 四の沢川
    - 五の沢川

  - 支四の沢川
    - 支一の沢川

  - 支五の沢川
    - 支二の沢川
    - 小二の沢川
      - 小一の沢川

    - クマの沢川
    - 小四の沢川
    - 小五の沢川
- ホロカヤントウ川
- 当縁川　二級河川
  - 下当縁川
    - 一の沢川
      - サカ川

    - 二の沢川

  - 忠類幌内川
    - フルサト川
    - 支一の沢川
    - 支二の沢川
    - 支三の沢川
    - 支四の沢川
    - 支五の沢川
    - 支六の沢川

  - 美忠川
  - 中当縁川
  - 上当縁川
  - 東室川
  - コイカクシュトープイ川
    - 小一の沢川
    - 小二の沢川
    - 小三の沢川
    - 小四の沢川
    - 小五の沢川

  - セオトープイ川
    - ポン二の沢川

  - 下チュウルイ川
  - ポン一の沢川
- アイボシマ川
  - 一の沢川
    - 二の沢川

  - 三の沢川
- 歴舟川　二級河川
  - メム川
    - 一の沢川
    - 二の沢川
    - 三の沢川

  - 振別川
  - 東川
  - パンケタイキ川
    - 支一の沢川

  - ペンケタイキ川
    - 一の沢川
    - 二の沢川

  - 豊里川
  - 今野川
  - ヌビナイ川
    - ポン一の沢川
    - ポン二の沢川
    - ポン三の沢川
    - ポン四の沢川
    - ポン五の沢川
    - ポン六の沢川
    - ポン七の沢川
    - ポン八の沢川
    - ポン九の沢川
    - ポン十の沢川
      - ひとつの沢川

    - クマの沢川

  - 歴舟中ノ川（ルートルオマップ川）
    - コウエイ川
    - 西コウエイ川
      - 中コウエイ川
      - ポン一の沢川

    - 東コウエイ川
    - 支一の沢川
    - 吉田の沢川
    - 支二の沢川
    - 支三の沢川
    - 支四の沢川
      - シクマノ沢川

    - 支五の沢川
    - 支六の沢川
    - 支七の沢川

  - パンケ日方川
    - パンケ一の沢川

  - ペンケ日方川
  - ポンヤオロヌップ川
    - パンヤオロマップ川
    - 土場ノ沢
    - ペンケヤオロヌップ川

  - 三ノ沢
  - 一の沢川
  - にしだ沢
  - 六段沢
  - 霧沢
  - やよい沢
  - 下滝沢
  - 上滝沢
  - マオロマップ川
  - ヤオロマップ左沢
  - ヤオロマップ右沢
- 紋別川 (十勝)　二級河川
  - リュウ川
    - 石坂川

  - インダタラ川
    - 一の沢川

  - 支一の沢川
  - 支二の沢川
  - 支三の沢川
  - 支四の沢川
  - 支五の沢川
  - 支六の沢川
  - 支七の沢川
- 小紋別川
- 豊似川　二級河川
  - 二線川
  - 三線川
  - 四線川
  - カシュンナイ川
    - パンケカシュンナイ川
      - ペンケカシュンナイ川

  - カムメロベツ川
    - 一の沢川
    - 下豊似川
    - 二の沢川

  - 支一の沢川
  - 上豊似川
  - パンケアイアン沢川
    - パンケ一の沢川

  - フントクシュンナイ川
  - ペンケアイアン沢川
  - ポン一の沢川
  - ポン二の沢川
  - ポン三の沢川
    - ポン四の沢川
    - ポンケ一の沢川
    - ポンケ二の沢川
    - ポンケ三の沢川
- 野塚川
  - 上野塚川
- 新生川
- 楽古川　二級河川
  - オピツマナイ川
  - 一の沢川
    - 右の沢川

  - 二の沢川
  - 三の沢川
  - 札楽古川
    - パンケ札楽古川
      - 二の沢川

    - 一の沢川
    - ベンケ札楽古川

  - 熊の沢川
  - ミヤキノ川
- 広尾川（西広尾川）　二級河川
  - 東広尾川
    - フンベの沢川
    - 中広尾川
      - 小一の沢川
      - 小二の沢川
      - 小三の沢川

  - オソウシ川
    - 一の沢川

  - 支一の沢川
  - 支二の沢川
- 美幌川
- 音調津川
  - 一の沢川
    - 二の沢川

  - コイカクシエオシラベ川
    - ペンケオシラベ川
    - パンケオシラベ川
    - 三の沢川

  - 四の沢川
  - 五の沢川
  - 六の沢川
- ルベシベツ川
  - 一の沢川
  - 二の沢川
- ヒタタヌンケ川

## 釧路総合振興局
- 風連川
  - 姉別川
    - 左支姉別川

  - ノコベリベツ川
    - 三郎川
    - 丸佐川
      - 一号川
      - 二号川

    - オラウンベツ川
- 和田牛川
- 恵茶人沼川
- 仙鳳址川
- 羨古丹川
- 奔幌戸川
- 幌戸川
- 新川 (浜中町)
- 琵琶瀬川
  - 一番沢川
  - 二番沢川
  - 泥川
  - 四番沢川
- 藻散布川
- イクラウシ川
- 東梅川
- トキタイ川
- 別寒辺牛川
  - 鬼仙鳳址川
    - 大別川

  - カムイ川
  - チライカリベツ川
  - サッテベツ川
  - チャンベツ川
    - 下チャンベツ川
    - 平野川
    - 片無去川
      - 東片無去川

    - 雷別川
    - シャクライッペ川

  - トライベツ川
    - 下川
    - フッポウシ川
      - 下フッポウシ川
      - フッポウシ左二俣川

  - タッカルウシ川
  - 標茶沢川
- 尾幌川　二級河川
  - ホマカイ川
    - ホマカイ下川

  - オッポロ川
  - 尾幌分水（尾幌川分流：実質的な本流）
  - オタクパウシ川
  - ルークシュポール川
    - ポンルークシュポール川

  - 神代川
  - 尾幌10の1川
  - 尾幌11号川
  - 尾幌11の1川
- 別太川
- 古番屋川
- チョロベツ川　二級河川
- カンバウシ川
- オソツナイ川
- ミツウラ川
- ビシャモン川
- ビッツイ川
- 桂恋川
- 岩見川
- 白樺川
- 太平川
- 興津川
- 春採川　二級河川
  - 沼尻川
- 釧路川　一級河川
  - アセツツリ川
  - 別保川
    - 武佐川
      - 小武佐川

    - サンタクンベ川
    - オビラシケ川
    - 上別保川

  - 旧雪裡川（新釧路川分流・釧路川支流）
  - 遠矢川
  - 新釧路川（釧路川分流）
    - 仁々志別川
      - 下仁々志別川
      - 雄炭川
      - オリヨマップ川
        - 共進川

      - ポン仁々志別川
      - オンネナイ川
      - 共和川

    - 安原川
      - ポンホロロ川

    - 雪裡川
      - 幌呂川
        - 大島川
        - オンネナイ川
        - モホロロ川
        - モ幌呂二号川
        - 更生川
        - 一番川
        - 二番川

      - ケネチャラシベツ川
      - 久著呂川
        - オンネナイ川
        - 渡辺川
        - ポンクチョロ川
        - モクチョロ川

      - ツルハシナイ川
      - 鶴居芦別川
      - モセツリ川
        - オンネシターシナイ川
        - ホロベツ川

      - シセツリ川
        - アイシナイ川
        - トリウシ川
        - ポンセツリ川

  - 中の沢川
  - 遠古武川
  - チリシンネ沢川
  - アレキナイ川
    - オンネベツ川
    - エネコロンベツ川
    - ベカンベ川
    - バルマイ川
    - オモシロンベツ川
    - ホマカイ川
    - チョクベツ川
    - モアレキナイ川

  - シラルトロエトロ川
  - コッタロ川
  - ヌマオロ川
  - 旧オソベツ川
    - 五十石川

  - オソベツ川
    - シロンド川
    - クニクンナイ川
    - シュンケップウシュナイ川
    - チョウマナイ川
    - 上チョウマナイ川
    - 向下オソベツ川
    - 向中オソベツ川
    - オクオソベツ川

  - オモチャリ川
  - 多和川
    - 南タワ川
    - イソチベツ川
    - 萩野川

  - ポン多和川
  - オタツニウシ川
  - 磯分内川
  - 人見無川
  - 竹内川
  - 秋田川
  - ヌプパクシャイ川
  - 仁多川
  - 鐺別川
    - 最栄利別川
    - 奥春別川
      - 三好川

    - オモナイ川
    - シケレベンベツ川
    - 黄壁沢
    - トクシンウシ沢川
      - ソーウスベツ沢川
      - 火事沢

    - 花苦志辺川
      - 久江川

    - ポンヌプリサンマクツベツ川

  - 美留和川
  - チャランケンナイ川
  - 尾札部川
  - エネトコマップ川
  - メシキメム川
  - トイコイ川
  - オンネシレト川
  - シケレベンベツ川
  - オンネナイ川
  - アメマス川
  - 跡佐川
    - 湯川 (北海道)
- 星が浦川　二級河川
  - 別途前川
    - 鳥取川

  - 竜神川
  - 鶴野沼川
- 阿寒川　二級河川
  - オタノシケップ川
  - 馬検川
  - 大楽毛川
    - 鶴丘川
    - サワラビ川

  - ヌカマンベツ川
    - ポンヌカマンベツ川

  - イワイ沢川
    - 駒牧川

  - 湯波内川
  - ポン湯波内川
  - ウエンベツ川
  - ツタ川
  - 旭川
  - オトンベツ川
    - 炭山の沢川

  - 舌辛川
    - チロッペ川
    - 佐藤川
    - 知茶布川
      - 知茶布ポン川
      - 安池川
      - 北八号川

    - 下布伏内川
    - シュンクシタカラ川
      - 長谷川
      - 新区川
      - 赤堀川
      - 奥の沢川

    - 布伏内川
    - ベルプナイ川
    - ポン舌辛川

  - ニタベツ川
  - 徹別川
  - 飽別川
    - 二股沢

  - オンネナイ沢川
  - 白水川
    - フレベツ川
      - ポンフレベツ川

    - 阿寒富士川
    - 雌阿寒川

  - イタルイカオマナイ川
  - ピリカネップ川
  - ポンピリカネップ川
  - 鹿遊川
  - 清流川
    - ハンラコロシュ川
    - ヒョウタン川

  - チップ川
  - ウグイ川
  - 万代川
  - 尻駒別川
  - ポンチュウルイ川
  - チュウルイ川
    - オンコチュウルイ川

  - キネタンベツ川
  - イベシベツ川
    - チクショベツ川
      - ポンチクショベツ川

    - 中の沢川
    - 上イベシベツ川
      - 双岳台川
      - 双湖台川
- 庶路川　二級河川
  - コイトイ川
    - 古川 (庶路川水系)
      - フンベオマナイ沢

    - 井出川
    - キツネ川

  - トマリベツ川
  - イルモクンナイ川
  - ケトンチ川
  - オレウケナイ沢
  - エザキ川
  - シリクロチ川
  - タンネナイ沢
  - オニョップ川
  - 石の花川
  - クオマナイ川
  - パナハンポ川
  - シケレベ川
  - ホロカショロ川
    - ホロカショロ支流川

  - クッチャロベツ川
    - クッチャロベツ一号川
    - クッチャロベツ二号川

  - コイボクショコツ川
  - コイカタショロ川
- オンネチカップ川
- シラリカップ川
- 茶路川　二級河川
  - 戻辺川
  - カリシヨ川
  - 大苗川
  - 熊沢
  - フレイベツ川
  - オサッペ川
  - マカヨ川
  - セタラ沢
  - タンタカ沢
  - 縫別川
  - シュウトナイ川
  - ピラウンナイ川
  - トンベ川
  - イロベツ川
  - タクタクベオベツ川
    - ルウクシチャロ川
      - パウシ川
      - ルウクシチャロ一号川

    - ロンメイ川
    - アツキ川

  - チクベンニナイ川
    - ヒラカシュナイ川
    - 一号川

  - コイカタホロカチョロ川
    - 冷泉川
    - 石の花川
- 和天別川　二級河川
  - 恋穏川
  - シャチホロ川
- 馬主来川
- 風連別川 (釧路)
- 音別川　二級河川
  - アカタノンペ川
    - ポンアカタノンペ川

  - オコタヌンペ川
  - トウンペ川
  - ルシケウシ沢川
  - オサッペ沢川
  - ムリ川
    - ヤタノ沢
    - オンネアベアキ沢川
    - シベツ沢川
      - ポンシベツ沢川

    - ポンムリ沢川
    - コイカタムリ川

  - チャンベツ川
    - ヌプキベツ川
      - イツカンベツ沢川
        - ナリカズの沢川

    - バンの沢川
    - キツネの沢川
    - ポンリニナイ沢川

  - カラマン沢川
  - サトンベツ川
  - ポンオンベツ沢川
    - ソウオンベツ沢川
    - 右の沢川
- 尺別川　二級河川
  - シケレベ川
  - ポンサツベツ川
  - ソウク尺別川
  - 左の沢川
- 直別川　二級河川
  - キナシベツ川
    - 石取沢川

## 根室振興局
- アカイワ川
- メオトタップ川
- メオトタキ川
- 滝川
- ペキン川
- モイレウシ川
- ウナキベツ川
- クズレハマ川
- カモイウンベ川
- アイドマリ川
- オショロコツ川
- ルサ川
  - 北ルサ川
  - コンブハマ川
- キキリベツ川
- ショウジ川
- ケンネベツ川
  - ケンミネ川
- チエンベツ川
- モセカルベツ川
  - モセミネ川
- オッカバケ川
  - ホカイ川
- サシルイ川
  - カイミネ川
  - 海豊川
- 知徒来川
- 羅臼川　二級河川
  - 落沢川
  - 翔雲川
  - 登山川
- タチニウス川
- トビニウス川
- 松法川
  - 松嶺川
- 知西別川　二級河川
- 立苅臼川
- 精神川
- ポン春苅古丹川
- 春苅古丹川　二級河川
  - 山奥川
  - 大谷川
  - 春花川
- 幌萌川
- 幌萌小沢川
- 茶士別川
- ポン陸志別川
- 陸志別川
  - 陸境川
  - 陸嶺川
- 居麻布川
- 植別川　二級河川
  - 梅峰川
    - 沼山川
- 鬼尾内川
- 元崎無異川
  - ポン元崎無異川
- 崎無異川
- 薫別川
  - 薫別三号川
- 古多糠川
  - ポン古多糠川
- 忠類川　二級河川
  - 横牛川
  - 討伐沢
  - イケショマナイ川
  - ソウキップカオマナイ川
    - 左ソウキップカオマナイ川

  - 瑠辺斯川
  - 清水ノ沢
  - カスシナイ川
  - エトワニワッカナイ川
  - エンユオロビリ川
  - 砂金沢
  - ウエンベツ川
  - 大滝ノ沢
  - 二見沢
- ポー川
  - 伊茶仁川
- 標津川　二級河川
  - 武佐川
    - ペウレベツ川
    - シュラ川
      - 西北標津川

    - ウラップ川
    - イロンネベツ川
      - ポンイロネベツ川

    - クテクンベツ川
    - カイヨウ川

  - 標津共成川
  - チナナ川
  - ますみ川
  - タワラマップ川
  - ショカンナイ川
  - 俣落川
    - パナクシュベツ川

  - ポン俣落川
  - 荒川 (北海道)
  - 鱒川
    - クマ川

  - ケネカ川
    - カンジウシ川
    - ミミズスサワ川

  - モアン川
  - パウシベツ川
    - シタバノボリ川
    - シタバノボリ沢川

  - モシベツ川
  - 右の沢川
- 茶志骨川
- 当幌川
  - モトムラコタン川
  - エトシナイ川
- 飛雁川
- 春別川　二級河川
  - 春川
  - 富川
  - レウシナイ川
  - 中原川
- ライトコタン川
- 床丹川 (根室)
  - チェプンナイ川
  - 床丹二の川
  - 重太郎川
  - ポントコタン川
- 西丸別川
- 西別川　二級河川
  - 清丸別川
  - 測量川
  - 然内川
    - 熊川

  - オンネベツ川
  - ポンオンネベツ川
  - ヒロノ川
  - ポンベツ川
  - シワンベツ川
  - ポン虹別川
- ポンヤウシュベツ川
- ヤウシュベツ川
  - ケネヤウシュベツ川
  - 小石川
- 木村川
- トンデン川
- 風蓮川　二級河川
  - ライベツ川
  - 神風連川
  - 姉別川
  - ノコベリベツ川
    - 三郎川
    - 熊川
    - 西風連川
      - 第七西風連川

    - 中風連川
    - 東風連川
- ヤリムカシ川
- ソウサンベツ川
- アッツコベツ川
- 厚床川
- 別当賀川
  - 一番沢川
  - 二番沢川
- 第二トウバイ川
- 第一トウバイ川
- オンネベツ川
  - 西和田沢川
  - 西三番沢川
  - 東四番沢川
  - 東六番沢川
  - 東七番沢川
  - 第一西六番沢川
  - 東八番沢川
  - 東九番沢川
- ホロモシリ川
- 第二ホニオイ川
- ハッタリ川　準用河川
  - 西月ヶ丘川
- 一番川
- 二番川
- コタンケシ川
- ノッカマップ川
  - 上ノッカマップ沢川
- オンネップ川
- サンコタン川
- トーサムポロ川
  - ポンオネモト川
- 婦羅理川
- ヒキウス川
- 沖根辺川
- 沖根婦川
- 友知川
- オッカイベツ川
- 五本松川
  - ホロニタイ川
    - 西ホロニタイ川
- チッチャラベツ川
- ガッカラ川
- 初田牛川
- 和田牛川

色丹島
- ノトロ川
- 斜古丹川
- 又古丹川
- ホロベツ川
- アナマ川

国後島
- シロマンベツ川
- 塘ノ川
- 泊川
- ポンタルベツ川
- サルカマップ川
- ソウスベツ川
- 一菱内川
- 中ノ川
- 精進川
- レバウス川
- 新場川
- チマンベツ川
- ソコポイ川
  - ポイ川
- シマベツ川
- オタベツ川
- ノツカ川
- 音根別川
- セオイ川
- クラオイ川
- 留夜別川
- チクニ川
- 精進川
- 東沸川

択捉島
- ユウガウシ川
- 内保川
  - フップク川
  - トキテ川
  - ベンケベツ川
- 白イ川
- ポロポロ川
- オワタリ川
- トリカモイ川
- 老門川
- 内保川
- ラウス川
- 留別川
- 内保川
- オビラカ川
- チップシンモイ川
- 有萌川
- 紗那川
  - ポン川
  - 振別川
- ナヨカ川
- 北白イ川
- オーヨ川
- 別様川
  - アンコロ川
  - 温泉川
  - 中ノ川
- 尾渡川
- 板別川
- 平石別川
- 蘂取川
- 比良糸川
- トエラムシ川
- 茂世路川
- マクヨマイ川
- チコハイ川
- サルヤ川
- 磯谷川
- オベボソ川
- 年萌川
  - 瀬石川
    - ヨコシベツ川
    - グトウニ川
- 伏古川
- 黒木内川
- 恩根別川
- ウエンベツ川
- 丁寧川
- 具谷川
- 中ノ川
- 野塚川
- 白イ川
- ベウンベツ川
- オフイベツ川
- 得茂別川